# 臺北大縱走
臺北大縱走（英語：The Taipei Grand Trail），是臺北市政府推動的一條結合登山步道與自行車道的都會近郊綜合路線系統，全長130公里、海拔高差接近1,120公尺。全程共分八段，其中一至七段為綠帶（主要為山徑），第八段及其延伸線為藍帶（主要為河濱自行車道）。綠帶部分有三分之一的路徑行經陽明山國家公園，包括大屯火山群特殊地景、臺北市最高峰七星山、竹子湖花海、雙溪溝手作步道等，以及國家公園外的碧山露營場、白石湖吊橋、劍潭山老地方觀機平台、貓空茶園、南港山觀賞101大樓等，提供民眾健康休閒與自我挑戰。

## 歷史
臺北市政府工務局大地工程處自2017年起開始調查全市列管的登山步道，以提升休閒遊憩品質，建構步道觀光產業為目標，規劃完成一條串連山稜線、古道、步道、山徑及市區道路，全長約92公里，海拔高差約1,120公尺的「臺北大縱走（Taipei Grand Trail）」路線。2018年9月17日，正式啟動「臺北大縱走 一生一次的壯遊趣」活動。為了擴大活動廣宣效果，該單位在原有的「休閒遊憩主題網站」建置專屬頁面，並成立臺北大縱走臉書粉絲團，強化與粉絲們的互動。
自當年度起，陸續推出每次為期一年的認證活動，完成指定活動，可獲得線上成就徽章，同時申請線上完成全程證書，也可至大地處領取紙本完成全程證書，另外有活動獎品毛巾或紗巾，以及參加抽獎活動。
2019年起，主辦單位和健行筆記合作，參與者先在智慧型手機下載健行筆記app，再下載臺北大縱走各段離線任務。後續執行任務時，可利用app提供的離線地圖指引路徑，並沿途收集該段任務的虛擬「寶石」。:8-9
2021年，新增第八段路線，經景美溪、新店溪及淡水河沿途各河濱公園自行車道，使得臺北大縱走之八段路線形成一條八字型環狀路線，一至五段、第八段北段及第八段延伸線構成北方環線，五至七段、第八段南段及第八段延伸線構成南方環線。

## 路線
| 段次 | 起                       | 訖                           | 行經步道/自行車道 (一般道路使用小字) | 沿途景點                                                                                 | 路線長度/所需時間                 | 備註                                                       |
| ---- | ------------------------ | ---------------------------- | --- | ---------------------------------------------------------------------------------------- | --------------------------------- | ---------------------------------------------------------- |
| 一   | 捷運關渡站               | 二子坪服務站                 | 中央北路四段577巷/四段/學園路 忠義山步道 小坪頂路/尚頂一街 貴子坑步道 下菁礐步道 復興三路521巷/主線/520巷 大屯主峰連峰步道 二子坪步道                                                 | 忠義山親山步道 下青礐步道 面天坪 二子坪                                                  | 約13公里/7至8小時                 |                                                            |
| 二   | 面天坪涼亭               | 小油坑服務站                 | 大屯主峰連峰步道 百拉卡公路人車分道 水尾巴拉卡步道 竹子湖路 頂湖海芋步道 頂湖產業道路 陽明溪溪畔步道 環七星山人車分道 箭竹林步道                                                      | 面天坪 大屯山 竹子湖 小油坑火山地形                                                      | 約12公里/6至7小時                 |                                                            |
| 三   | 小油坑服務站             | 風櫃口                       | 七星主峰東峰步道 冷擎步道 擎天崗環形步道 頂山石梯嶺步道 | 小油坑火山地形 七星山 擎天崗 頂山 石梯嶺                                                 | 約13公里/7至8小時                 |                                                            |
| 四   | 風櫃口                   | 捷運大湖公園站(實際步行訖點) | 風櫃嘴步道 萬溪產業道路 雙溪溝古道 五指山古道 大崙頭北面步道 碧山路巷道 許願步道 碧山路 圓覺寺步道 大湖山莊街                                                                         | 雙溪溝古道 五指山古道 白石湖地區 圓覺瀑布 大溝溪治水園區                                 | 約10公里/(略)                     | 由捷運大湖公園站至中華科大可搭乘北環幹線(原620)公車        |
| 四   | 風櫃口                   | 中華科大(分段點)             | 風櫃嘴步道 萬溪產業道路 雙溪溝古道 五指山古道 大崙頭北面步道 碧山路巷道 許願步道 碧山路 圓覺寺步道 大湖山莊街                                                                         | 雙溪溝古道 五指山古道 白石湖地區 圓覺瀑布 大溝溪治水園區                                 | 約18公里/7至8小時(含搭車)         | 由捷運大湖公園站至中華科大可搭乘北環幹線(原620)公車        |
| 五   | 捷運劍潭站               | 碧山巖                       | 劍潭山親山步道 劍南路326巷/北安路745巷 文間山步道 劍南路 鄭成功廟步道 圓明寺步道 金龍產業道路 忠勇山越嶺步道                                                                          | 劍潭山步道 圓山風景區 老地方觀機平台 碧山巖                                              | 約12公里/6至7小時                 | 劍潭支線                                                   |
| 六   | 中華科大                 | 捷運麟光站                   | 中華科技大學步道 九五峰步道 紫雲街 糶米古道 崇德街 土地公嶺步道 和平東路四段66巷80弄/三段636巷 中埔山步道 福州山步道 富陽街/卧龍街                                                    | 九五峰 拇指山 (未登頂) 富陽自然生態公園                                                  | 約11公里/5至6小時                 |                                                            |
| 七   | 世界山莊(分段點)         | 飛龍步道政大後山             | 指南路二段/三段/三段33巷 指南宮竹柏參道 指南路三段157巷 大成殿步道 指南路三段 茶展中心步道 指南路三段40巷/38巷 樟樹步道 指南路三段34巷 飛龍步道                                       | 指南宮竹柏參道 指南宮 貓空 樟樹步道                                                      | 約13公里/5至6小時(含搭車)         | 由世界山莊至公車政大站可步行至名門社區搭乘282公車          |
| 七   | 公車政大站(實際步行起點) | 飛龍步道政大後山             | 指南路二段/三段/三段33巷 指南宮竹柏參道 指南路三段157巷 大成殿步道 指南路三段 茶展中心步道 指南路三段40巷/38巷 樟樹步道 指南路三段34巷 飛龍步道                                       | 指南宮竹柏參道 指南宮 貓空 樟樹步道                                                      | 約9公里/(略)                      | 由世界山莊至公車政大站可步行至名門社區搭乘282公車          |
| 八   | 捷運動物園站             | 捷運關渡站                   | 景美溪左岸自行車道 萬壽橋 景美溪右岸自行車道 新店溪右岸自行車道 淡水河右岸自行車道 基隆河左岸自行車道 社子大橋 北側自行車引道 基隆河右岸自行車道 中港河 水門/知行路/ 大度路 三段270巷 | 臺北市立動物園 中正河濱公園 花海 (3-5月) 古亭河濱公園 花海 (2-4月) 大稻埕碼頭 社子島濕地 | 約38公里/4至5小時(自行車行車時間) |                                                            |
| 八延 | 捷運劍潭站               | 捷運關渡站                   | 基河路/通河街1巷/2巷/承德路四段1巷/2巷/ 三腳渡 越堤坡道 基隆河右岸自行車道 中港河 水門/知行路/ 大度路 三段270巷                                                                       | 百齡右岸河濱公園 河雙21號河濱公園                                                        |                                   | 第八段延伸線，串連第五段（劍潭支線）與第八段（藍帶路線）。 |

## 拓印柱
臺北大縱走步徑沿途設有12座拓印柱（又稱活動柱），供民眾拍照留念用，這12座拓印柱分別對應一個字，合起來則可組成一句完整的句子。這12座拓印柱分別位於：
- 臺：劍潭山老地方觀機平台（位於第五段）
- 北：貴子坑拓印亭（位於第一段）
- 東：七星山東峰（位於第三段）
- 西：七星山主峰（位於第三段）
- 南：大溝溪親水公園（位於第四段）
- 北：風櫃口涼亭旁（位於第三段、第四段）
- 大：大屯山觀測站平台（位於第二段）
- 縱：大屯山南峰（位於第二段）
- 走：大屯山西峰（位於第二段）
- 壯：九五峰（位於第六段）
- 遊：指南宮纜車站外綠光平台（位於第七段）
- 趣：樟樹步道彩雲亭（位於第七段）

## 認證

### 蒐集寶石
使用智慧型手機的參與者，可在健行筆記app下載臺北大縱走各段離線任務，運用所提供的離線地圖指引路徑，並沿途蒐集虛擬「寶石」。每段任務有7個寶石，集滿所有寶石，即可至主辦單位申請認證。:8-9

### 寶石手拿牌
臺北大縱走步徑沿途設有16個寶石手拿牌（每段2個），供沒有智慧型手機或未使用健行筆記app的參與者手拿合照，以便申請認證。依各段順行的順序列出寶石手拿牌位置如下：
- 第一段：忠義山登山口、二子坪生態池導覽牌旁
- 第二段：大屯山主峰觀景台、頂湖海芋步道
- 第三段：七星山主峰活動柱、擎天崗中央步道
- 第四段：同心池永結亭（白石湖吊橋整修期間暫代）、圓覺瀑布導覽牌旁
- 第五段：老地方觀景台、文間山觀景平台
- 第六段：九五峰、馬蹄型觀景台
- 第七段：指南宮千階步道終南亭、樟樹步道彩雲亭
- 第八段：馬場町紀念公園楊清溪飛行士紀念碑（飛機造型）對面欄杆上、社子大橋社子島端前120公尺下堤防引道之轉角矮牆上

### 寶石圖案
| 段次 | 2019年版 | 2022年版     | 2025年版     |
| ---- | -------- | ------------ | ------------ |
| 一   | 杜鵑花   | 忠義山登山口 | 忠義山步道口 |
| 二   | 海芋     | 竹子湖繡球花 | 繡球花海     |
| 三   | 竹子     | 七星山主峰柱 | 七星山主峰頂 |
| 四   | 大冠鷲   | 大溝溪親水區 | 大溝溪畔     |
| 五   | 馬醉木   | 老地方觀景台 | 老地方景觀臺 |
| 六   | 樹蛙     | 一零一意象圖 | 101展望      |
| 七   | 藍鵲     | 指南宮步道口 | 千階步道牌樓 |
| 八   | -        | 社子島頭公園 | 自行車道     |

## 路線異動紀錄

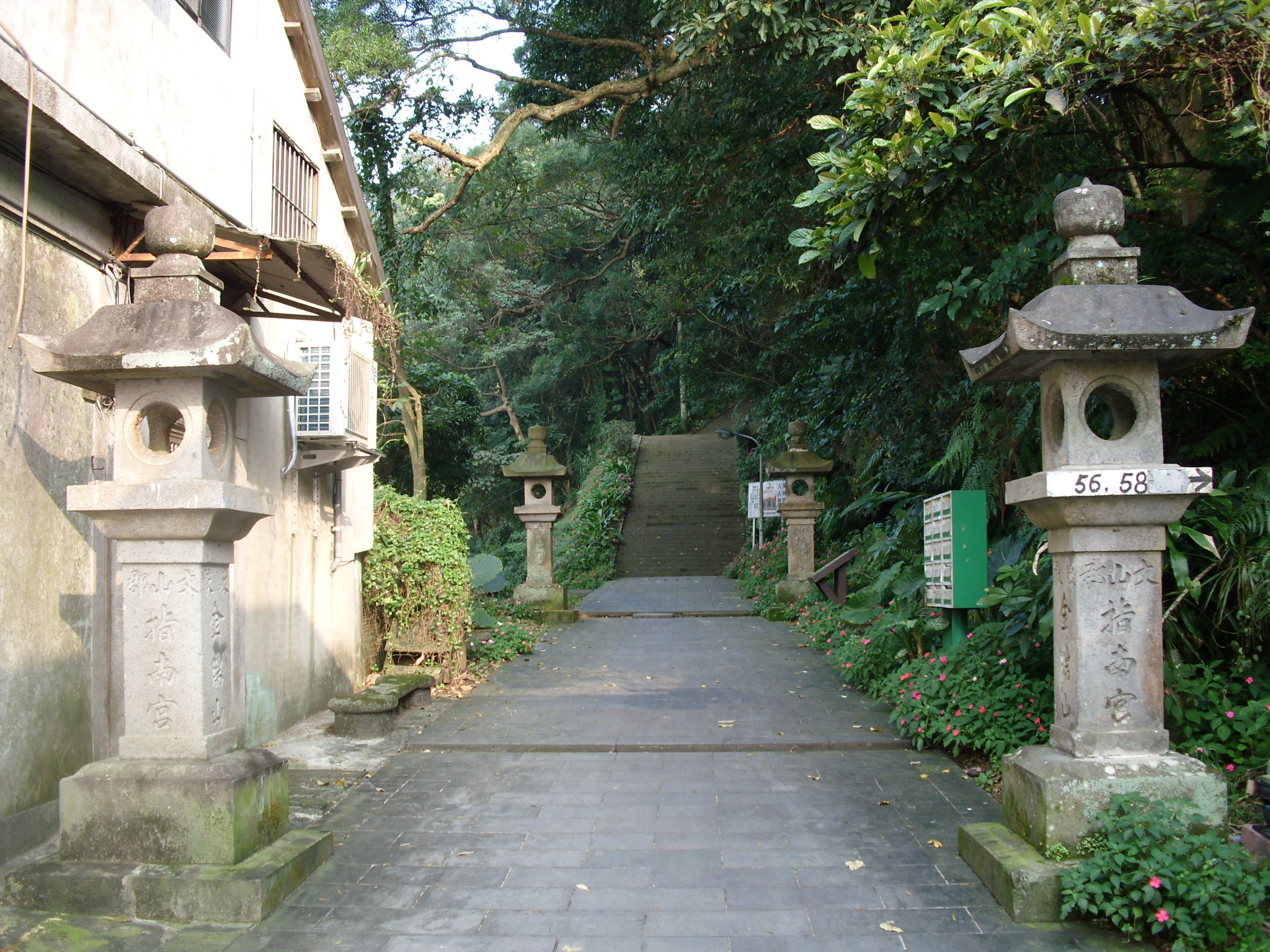
指南宮竹柏參道
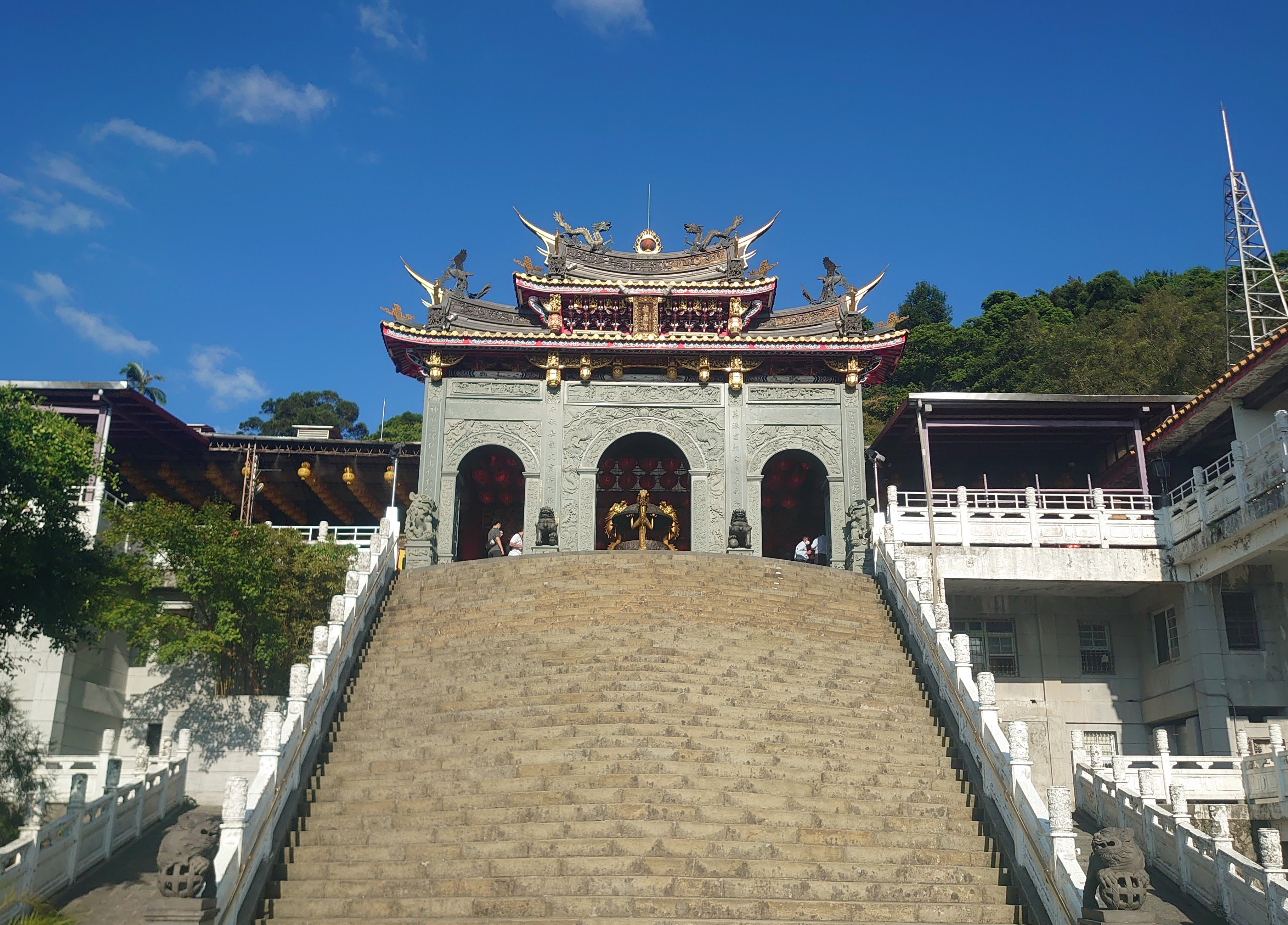
指南宮純陽寶殿前弧形階梯
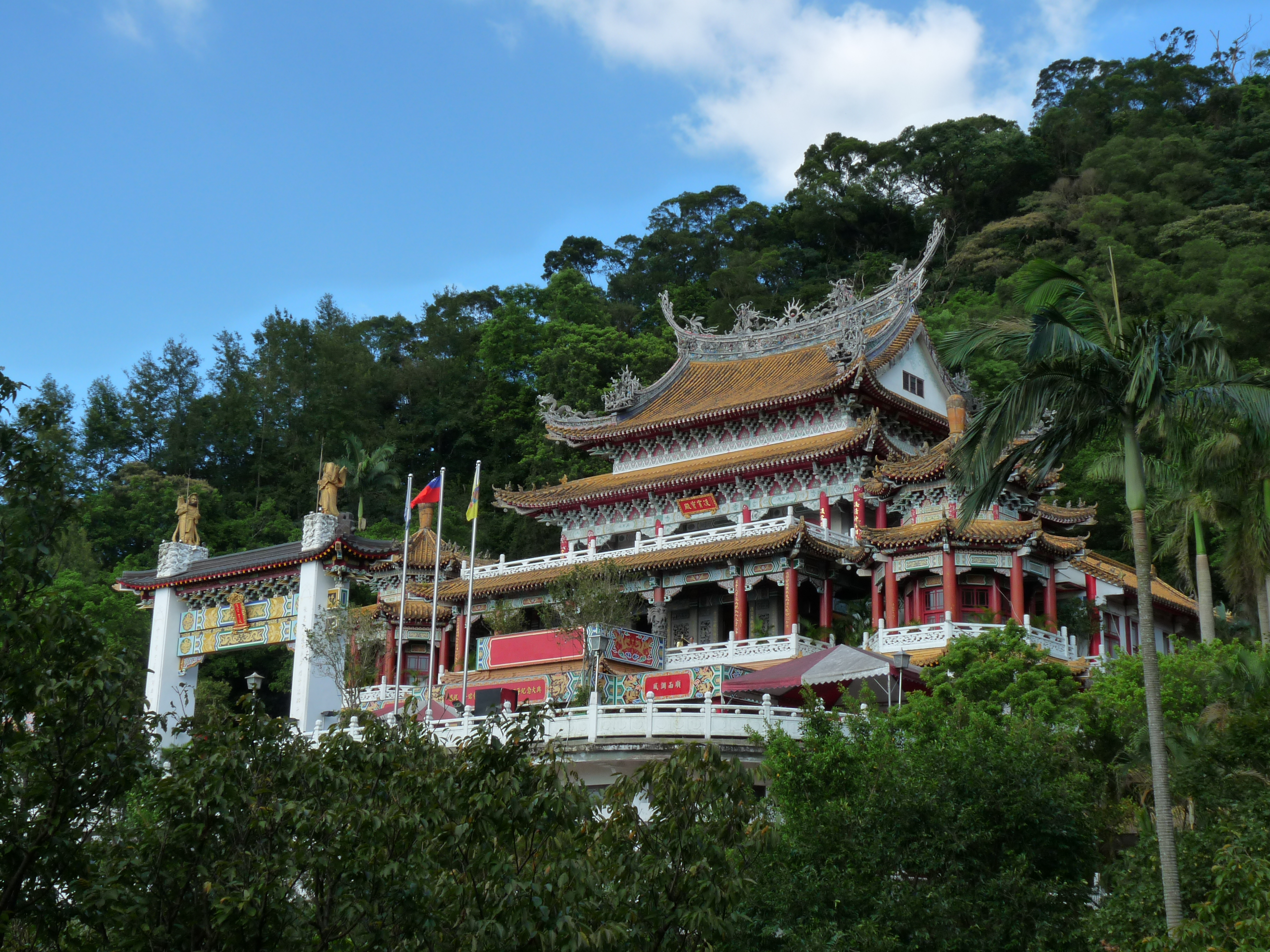
指南宮凌霄寶殿
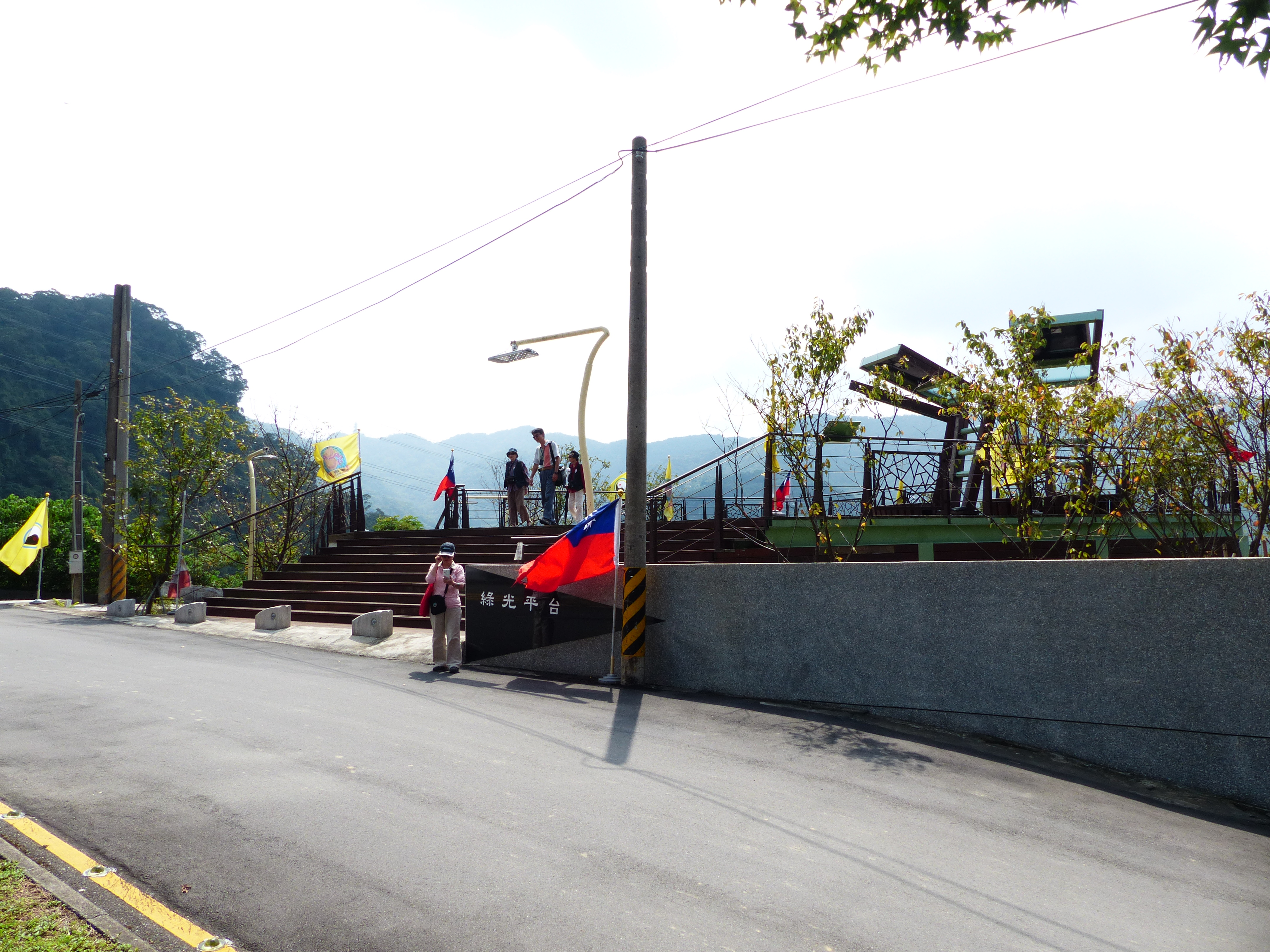
貓空纜車指南宮站旁的綠光平臺
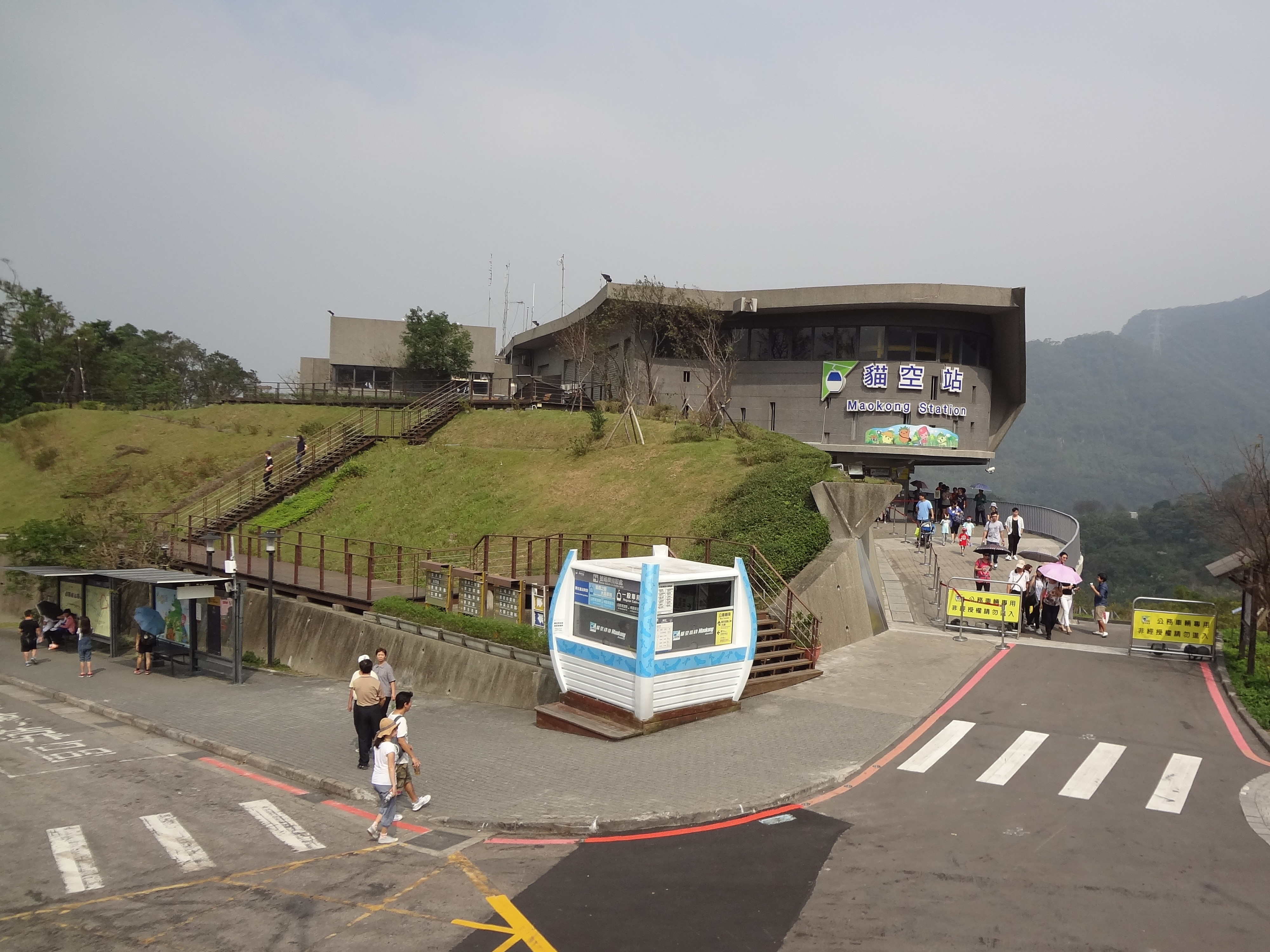
貓空纜車貓空站
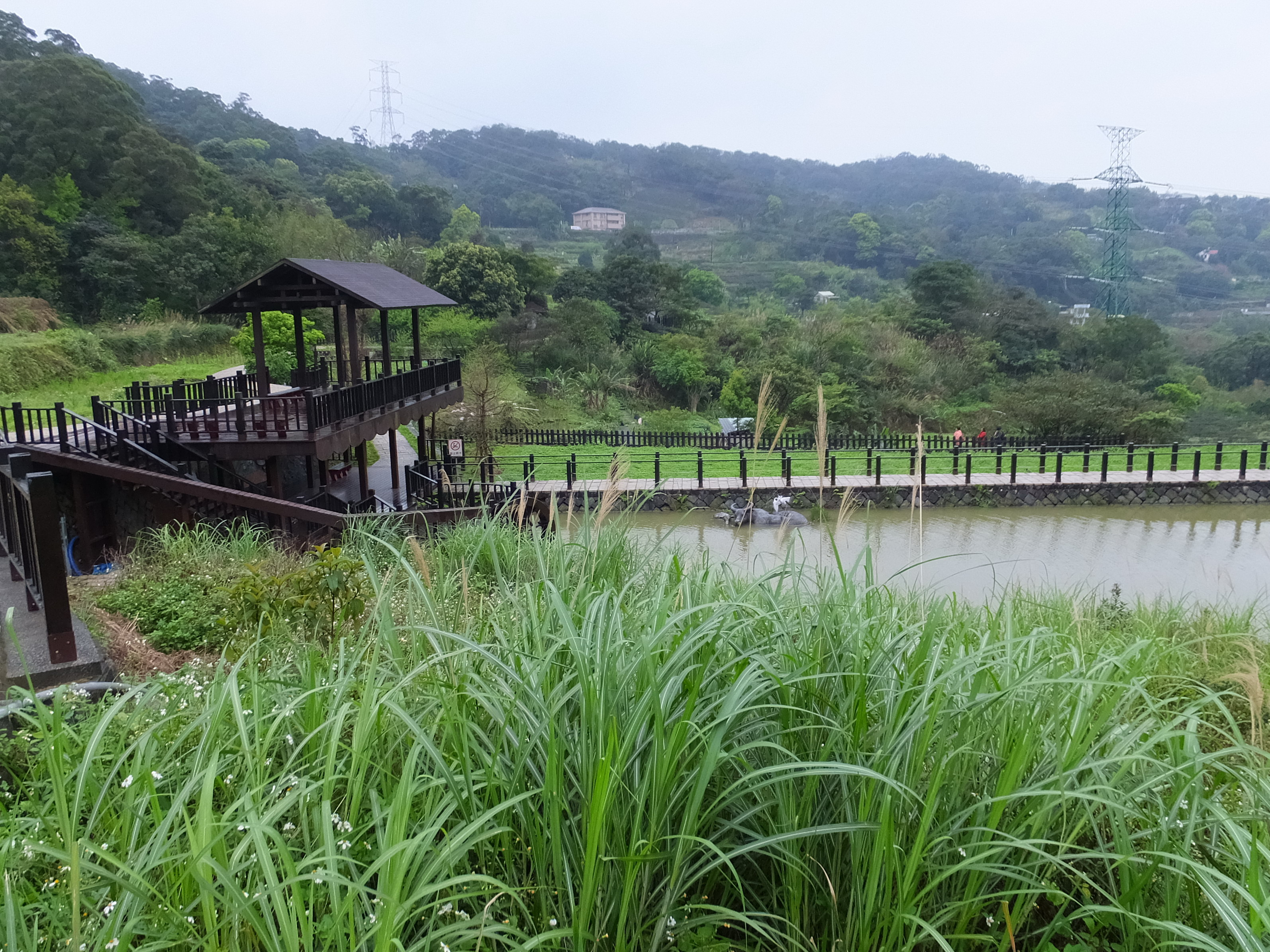
樟樹步道彩雲亭
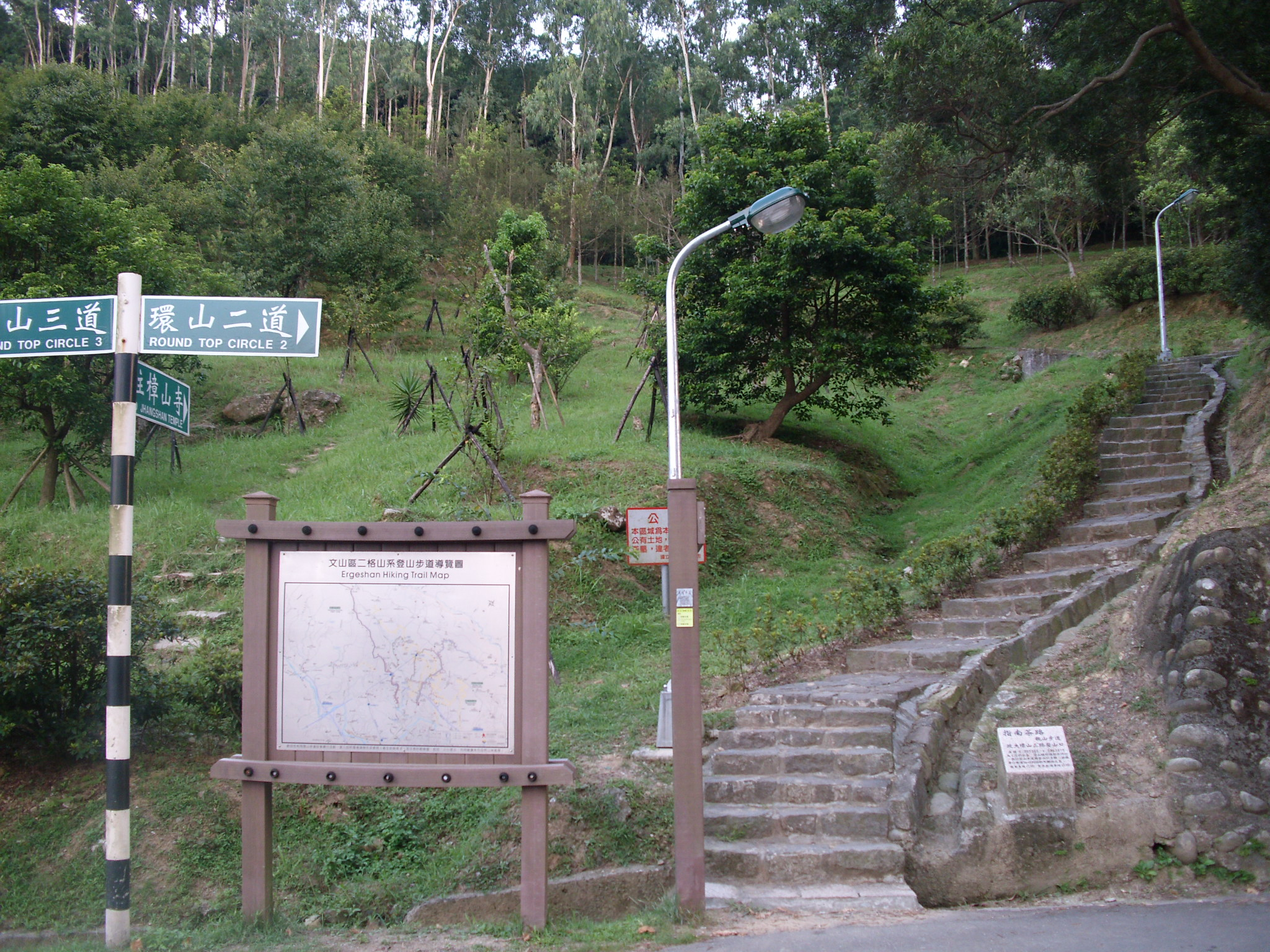
因應2020年嚴重特殊傳染性肺炎疫情，2020年3月27日起政大後山飛龍步道及茶展中心步道曾封閉。[18]現已恢復原狀。
- 2021年5至9月，大成殿步道鋪面整修，暫時封閉。自該年5月20日起，「健行筆記」APP曾移除封閉路段之寶石。[19]現已恢復原狀。

## 沿途相片集
第一段（捷運關渡站—二子坪服務站）

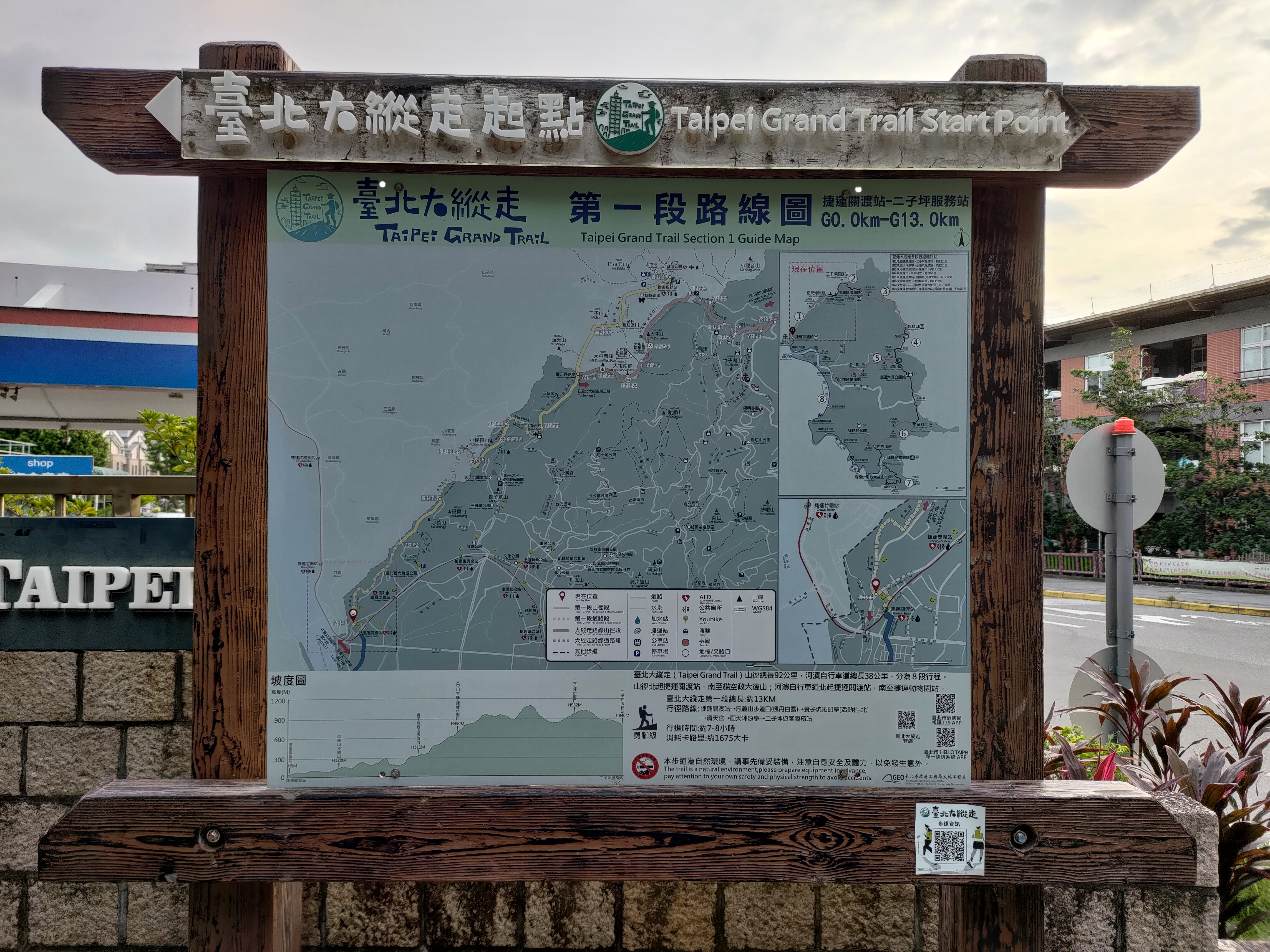
臺北大縱走起點導覽牌（立於學園路、中央北路四段路口）
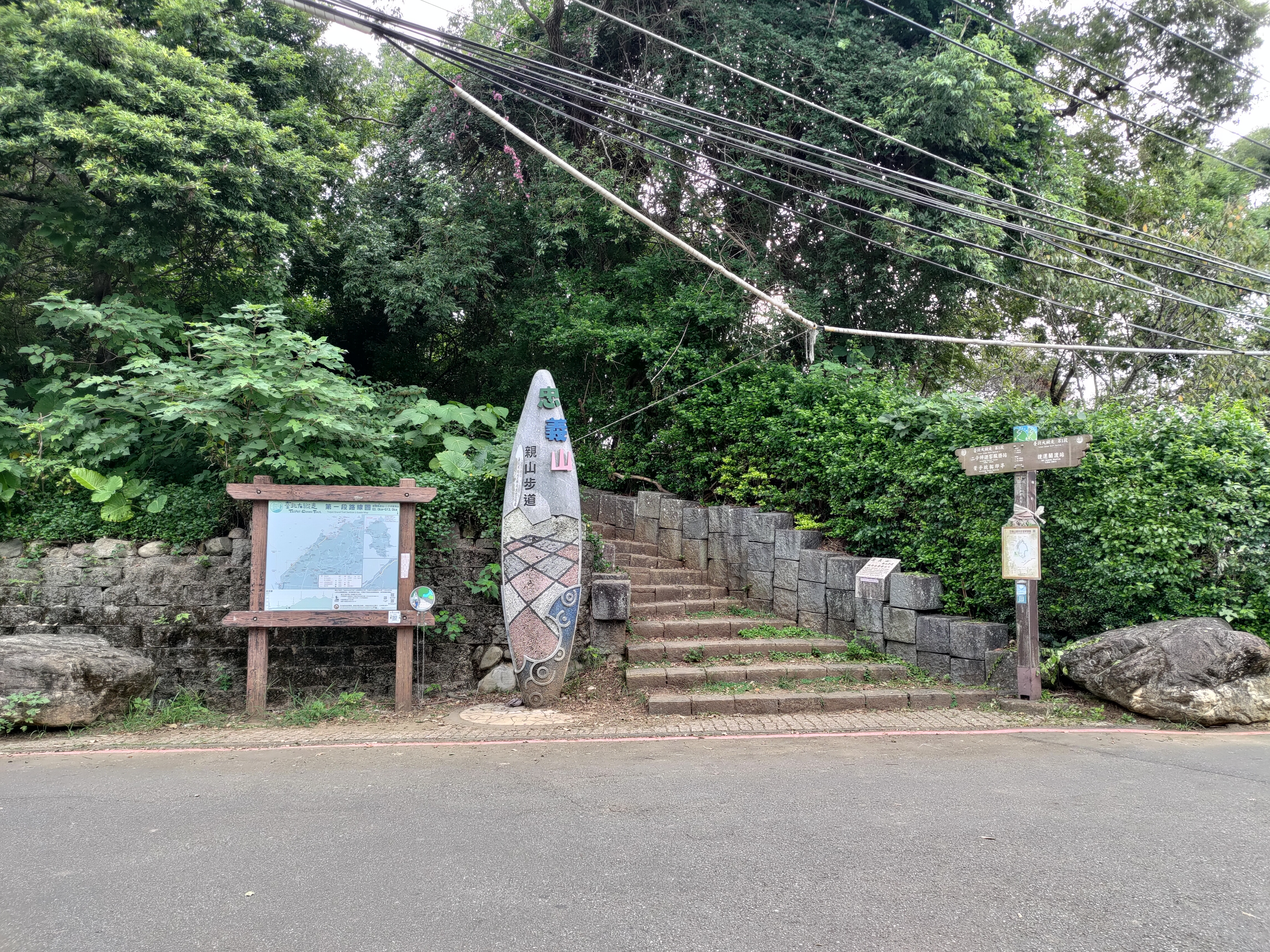
忠義山親山步道口與寶石手拿牌（置於導覽牌旁）
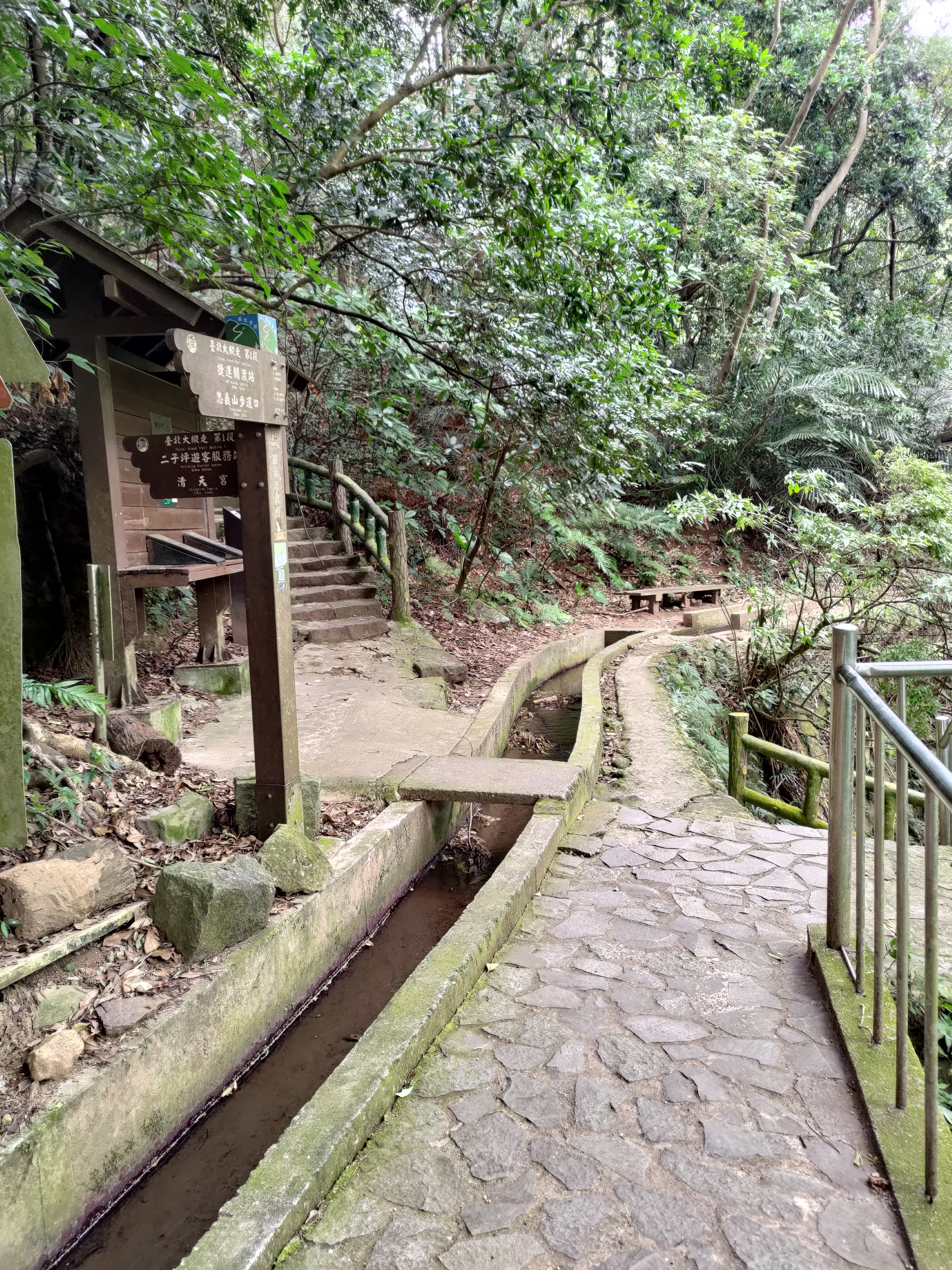
貴子坑親山步道拓印亭與「北」字活動柱（立於拓印亭右側）
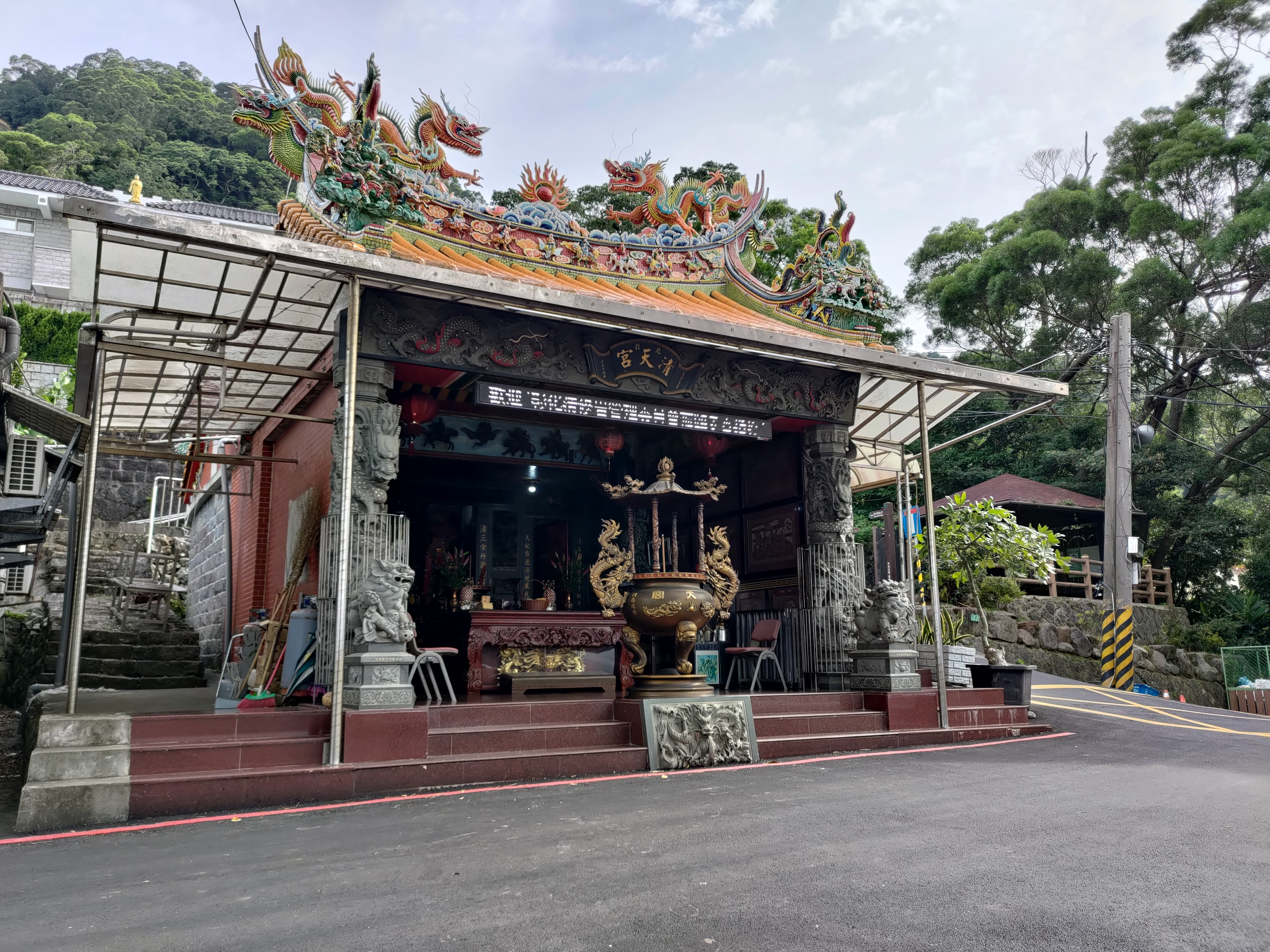
清天宮，登山口位於旁邊巷子內約50公尺處左側
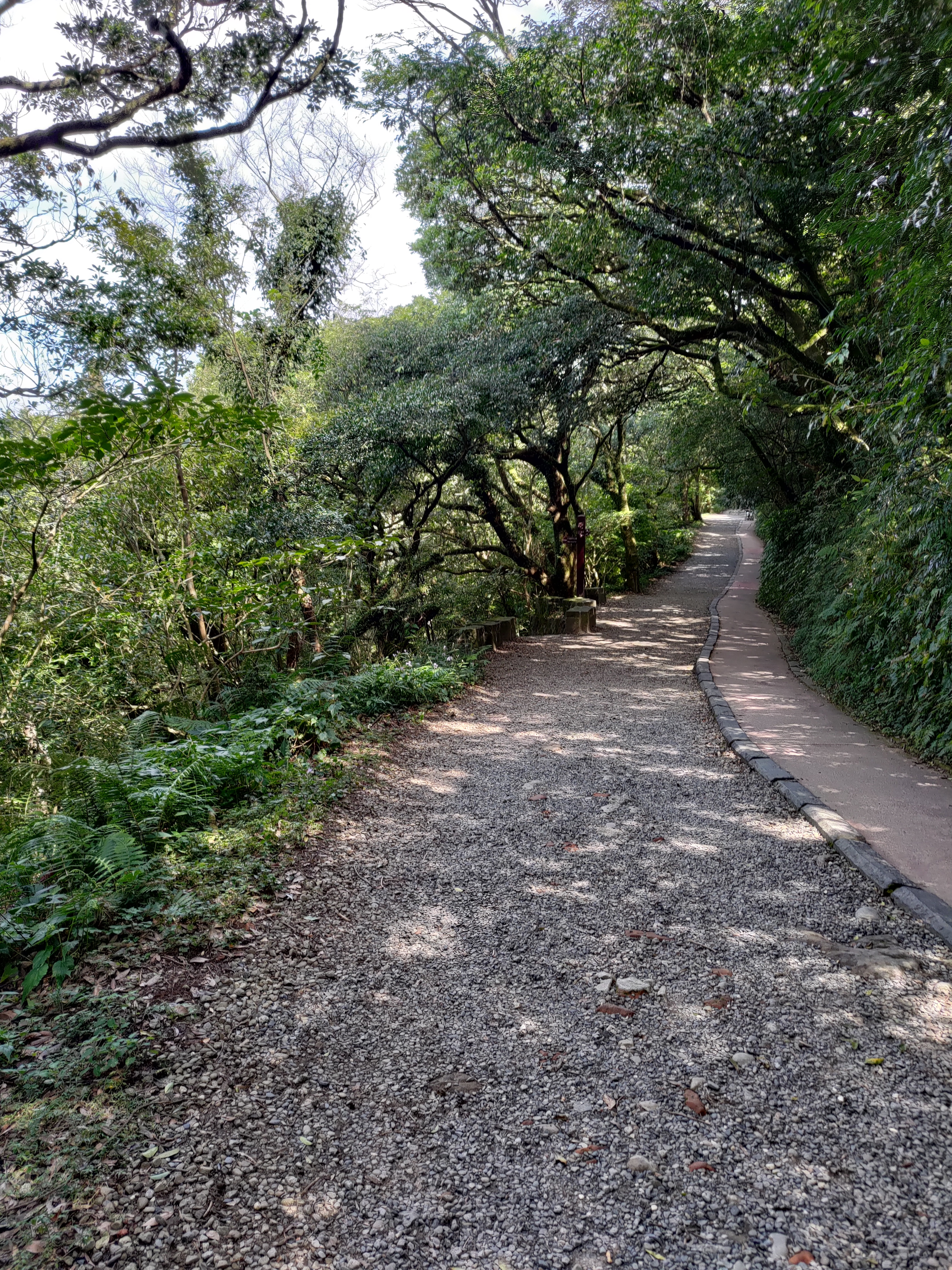
二子坪步道
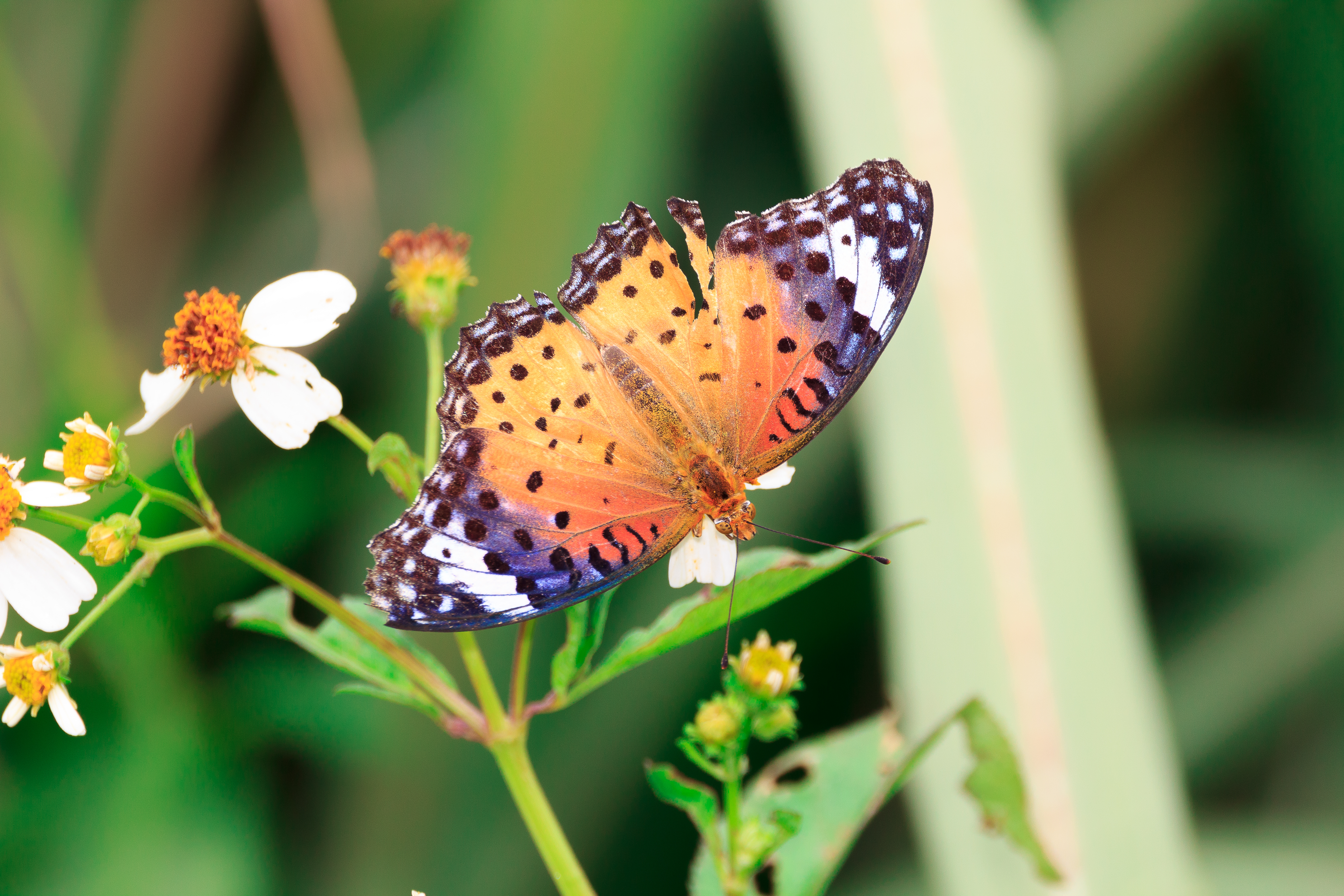
棲息於二子坪的斐豹蛺蝶，亦稱黑端豹斑蝶

第二段（面天坪涼亭—小油坑服務站）

面天山，攝於面天坪至大屯西峰的路上
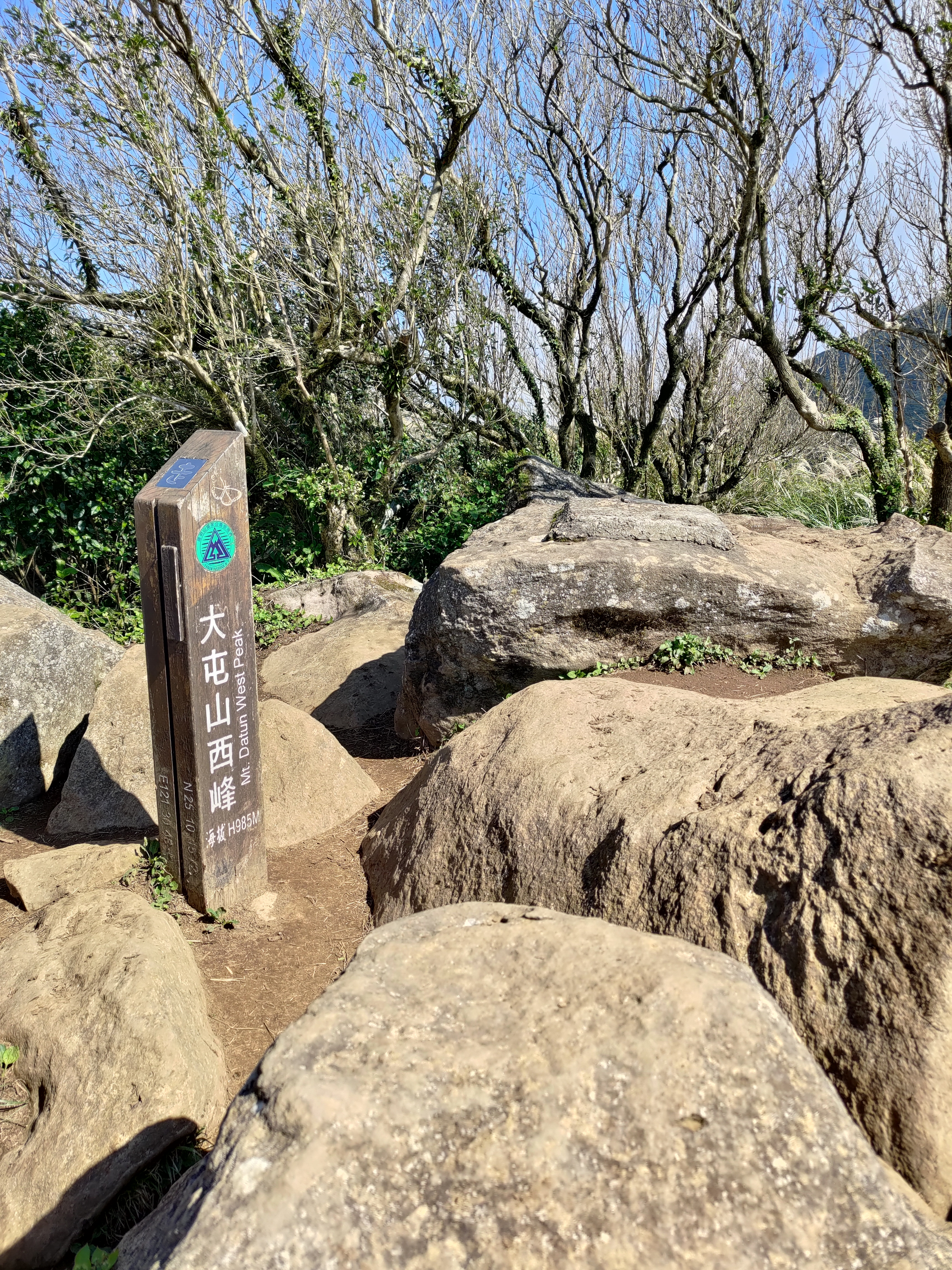
大屯山西峰「走」字活動柱
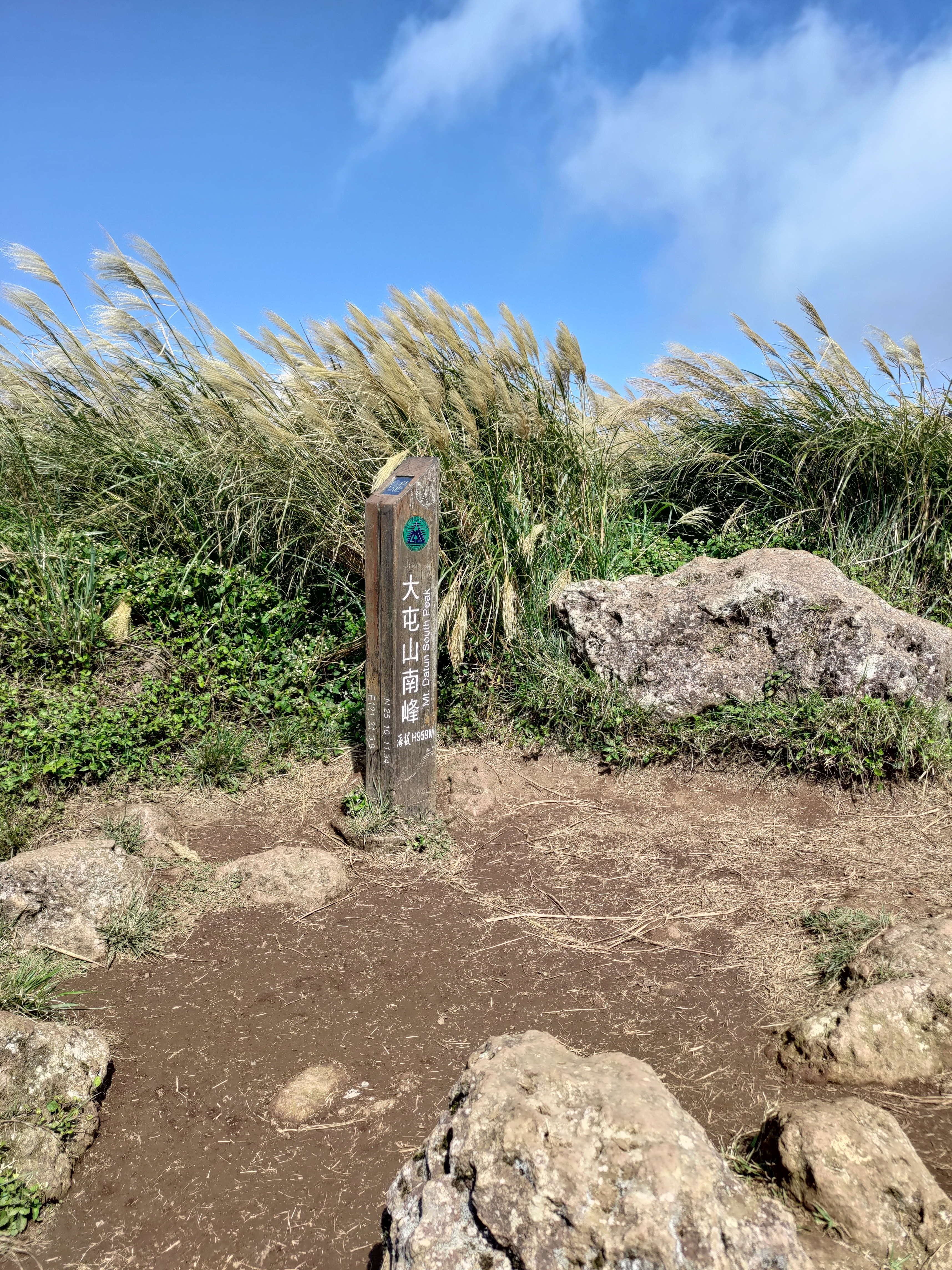
大屯山南峰「縱」字活動柱
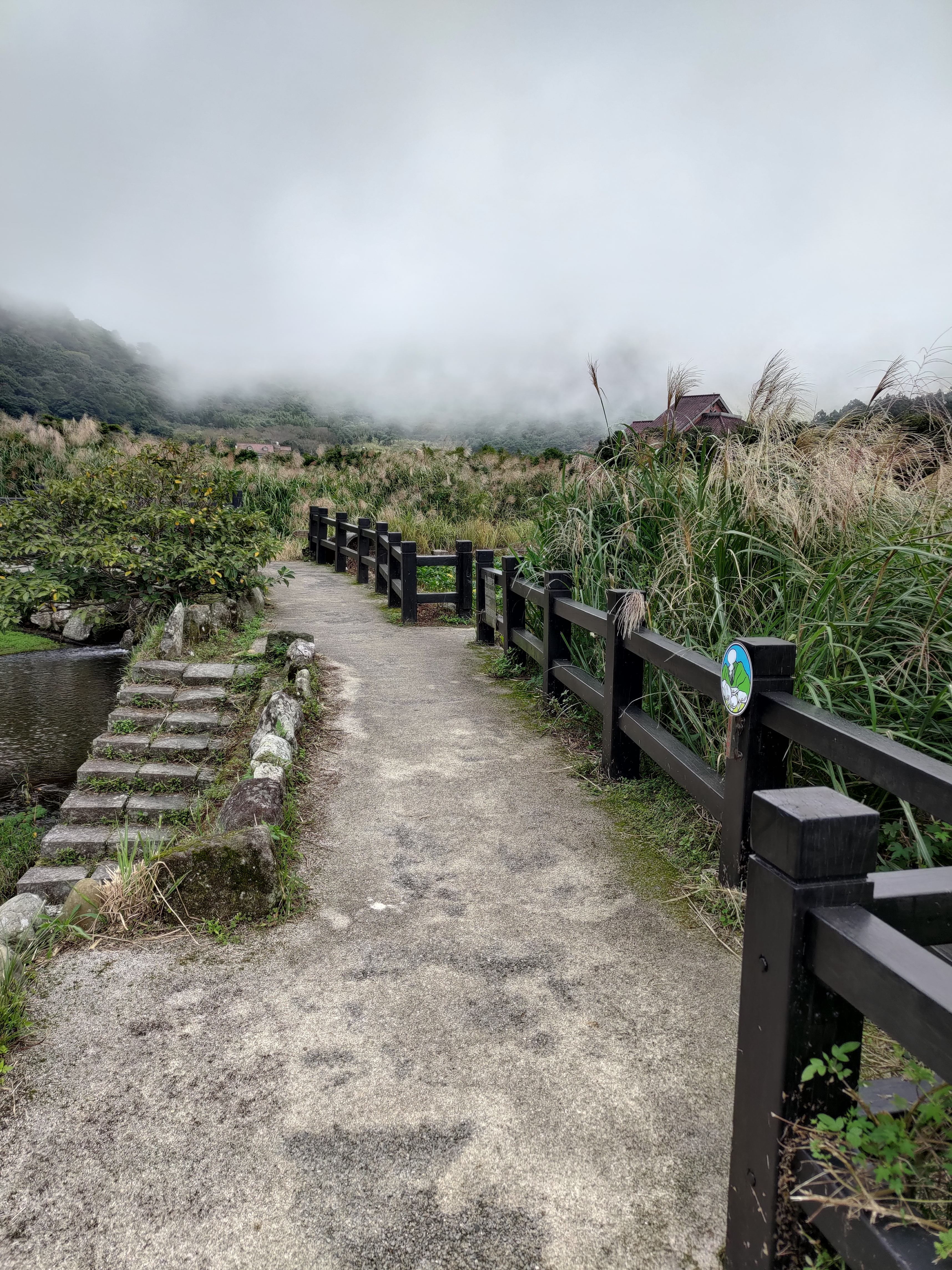
頂湖海芋步道寶石手拿牌放置處
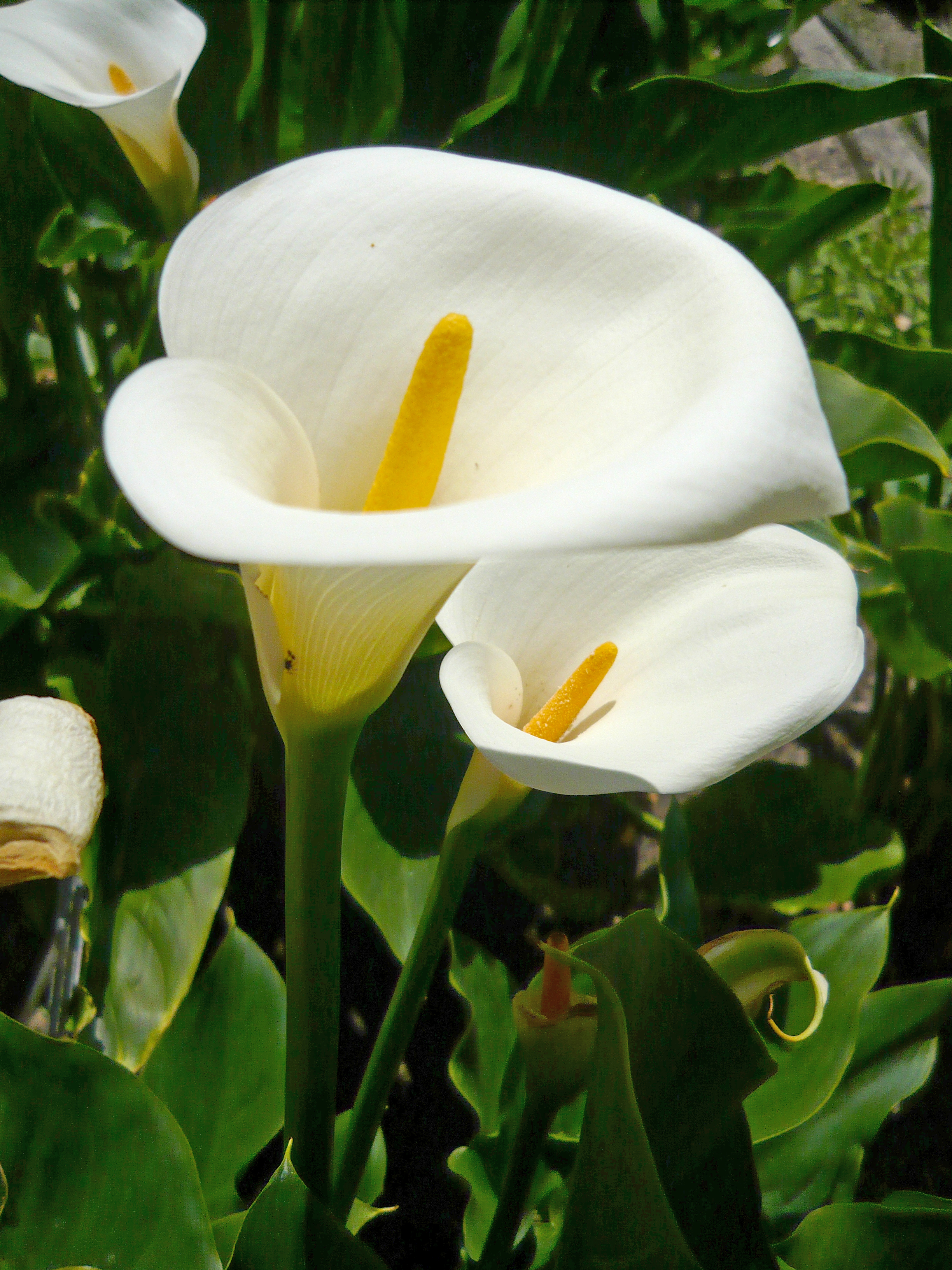
竹子湖的主要作物：海芋（馬蹄蓮）
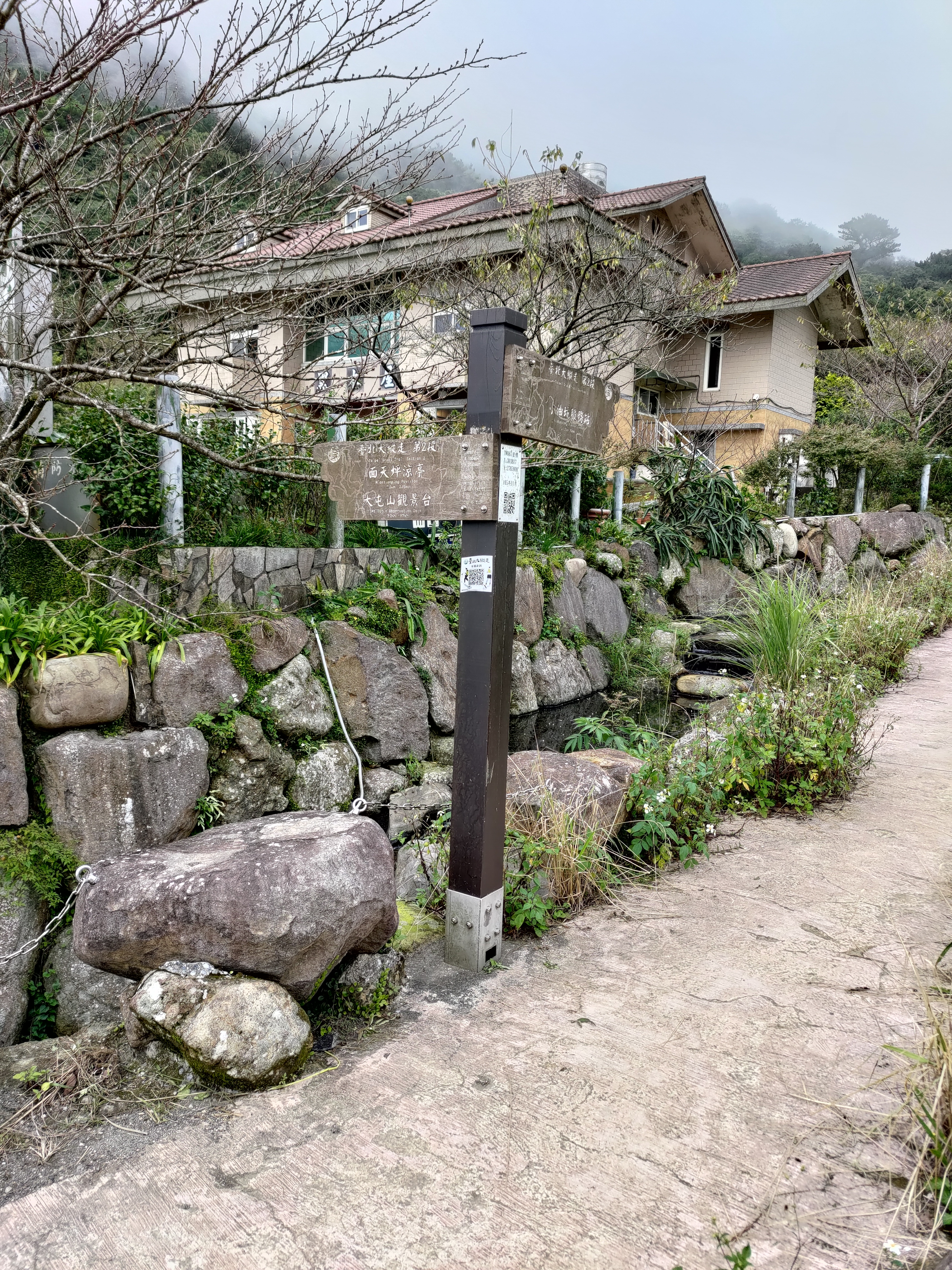
陽明溪溪畔步道口
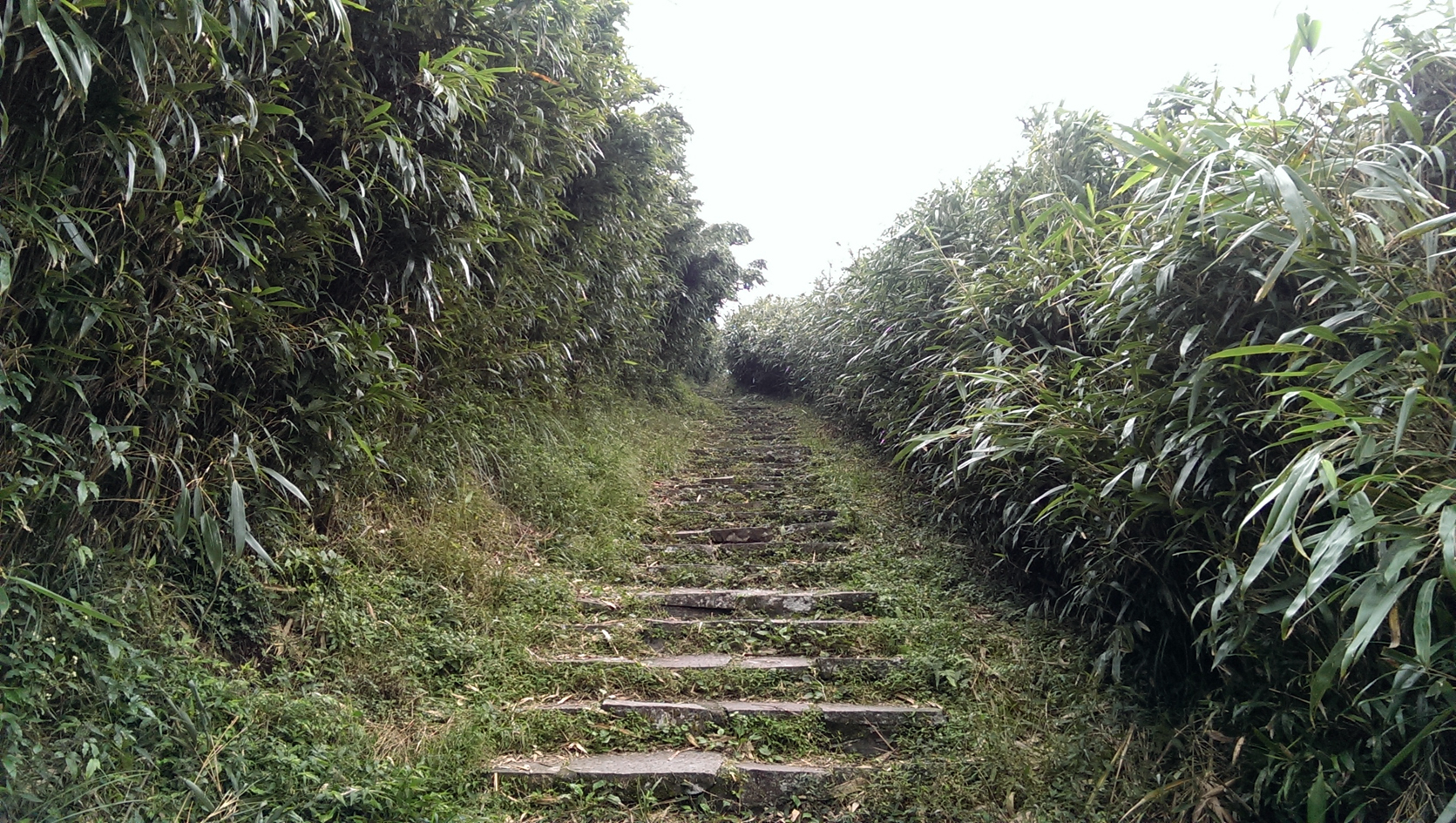
小油坑箭竹林步道
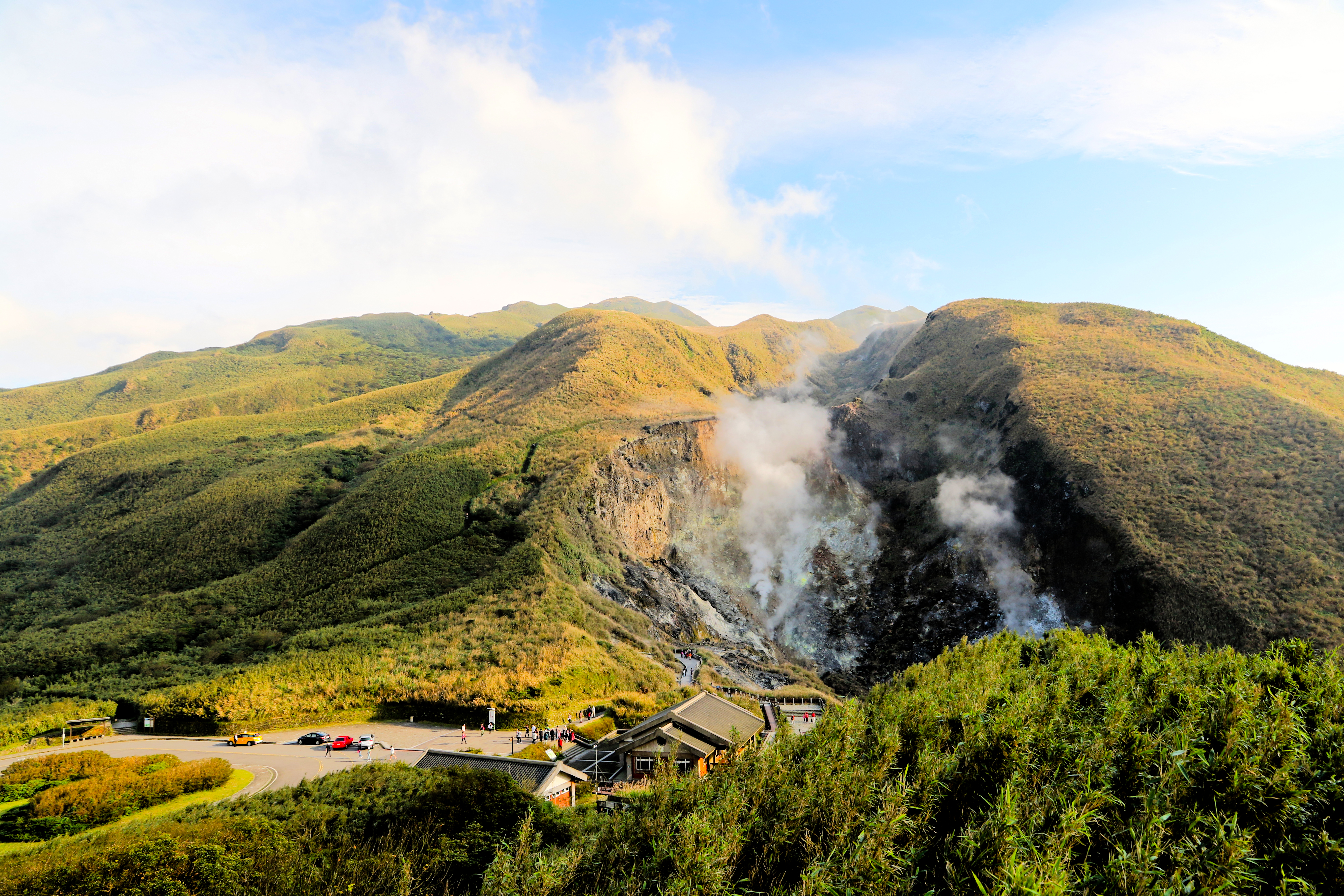
小油坑噴發口與遊客服務站

第三段（小油坑服務站—風櫃口）

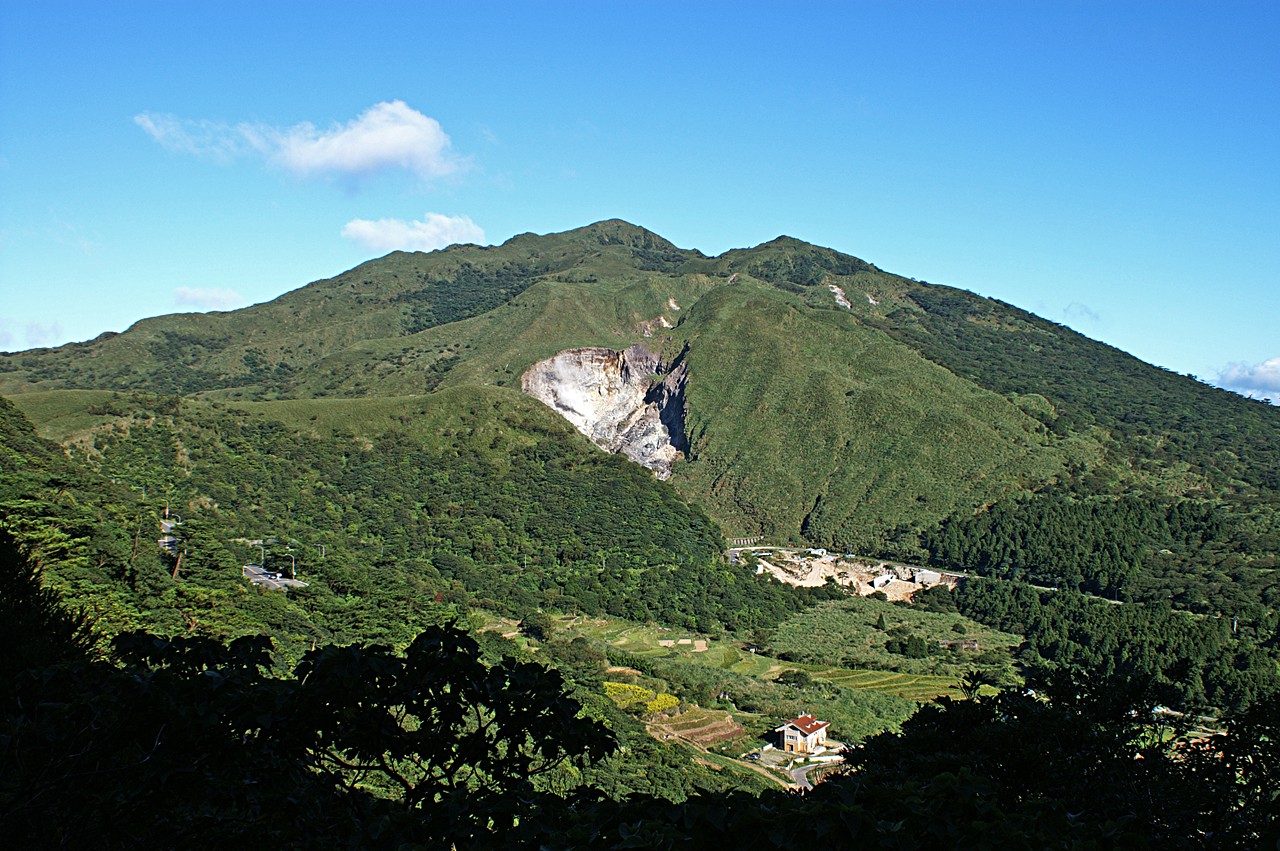
七星山與小油坑，自百拉卡公路遠望
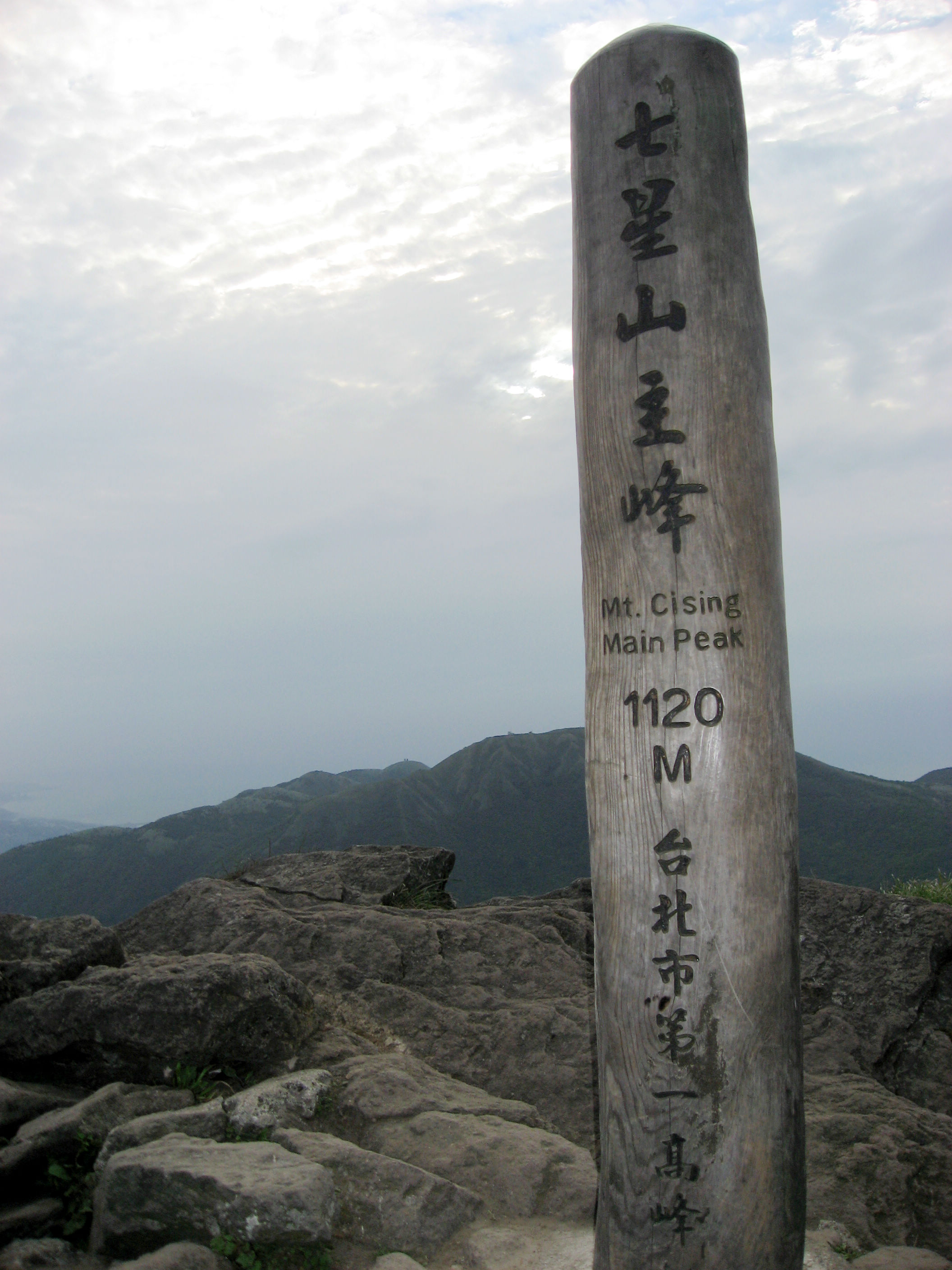
七星山標高碑，為整條步道中最高點，也是台北市最高點
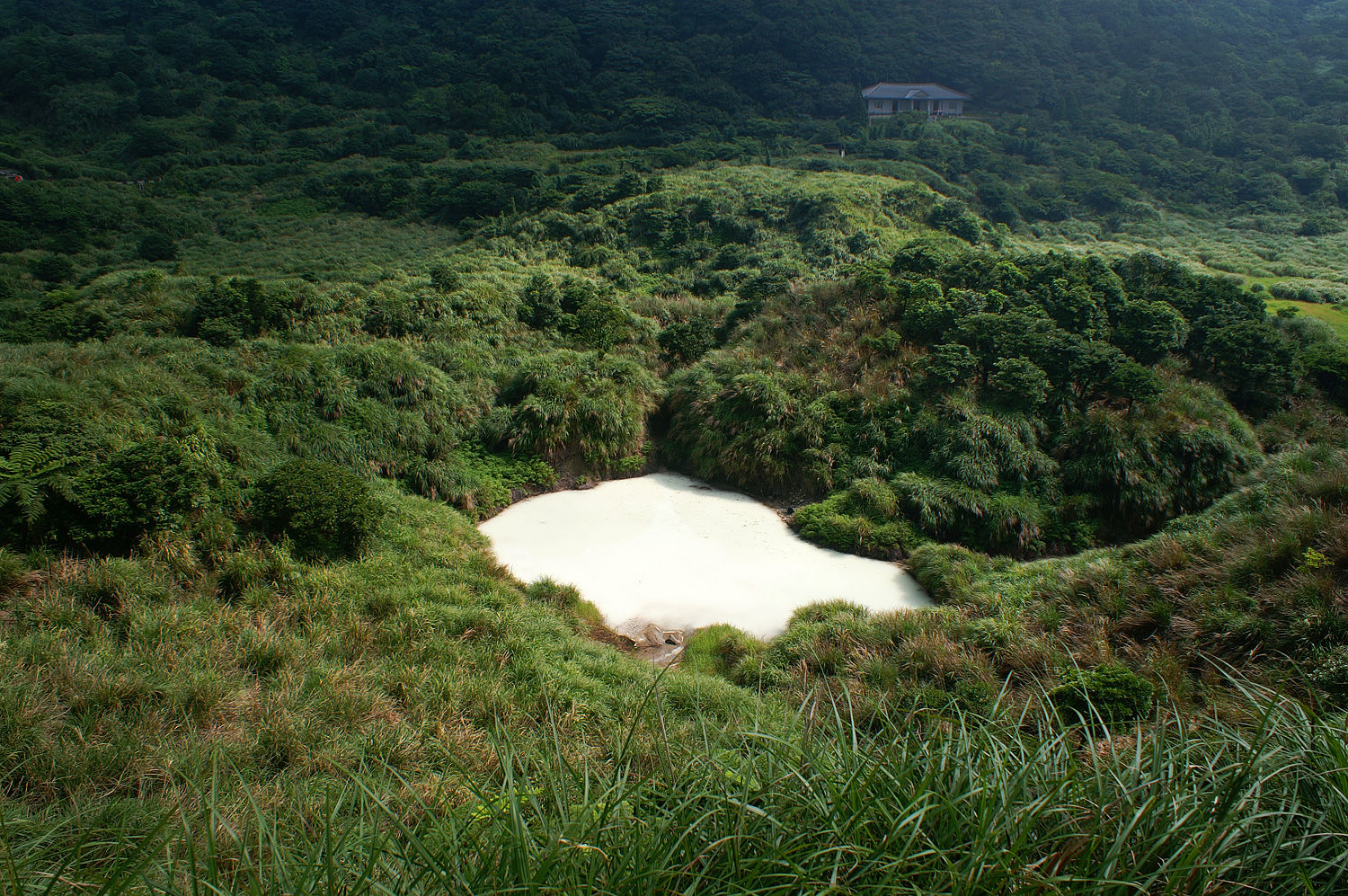
牛奶湖，冷水坑地區景點，湖水中混有大量硫磺氣

第四段（風櫃口—捷運大湖公園站/中華科大）

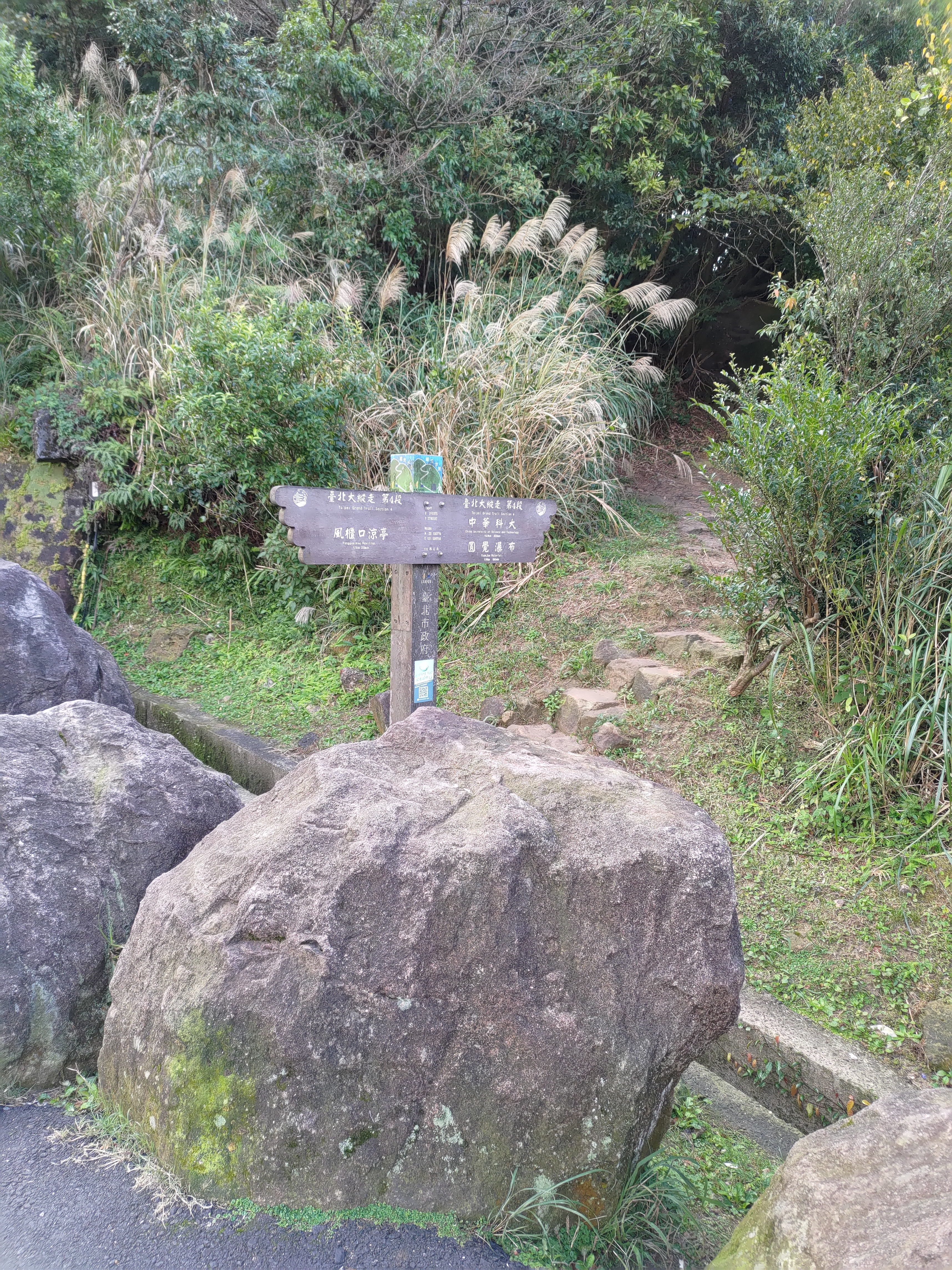
雙溪溝古道入口（萬溪產業道路）
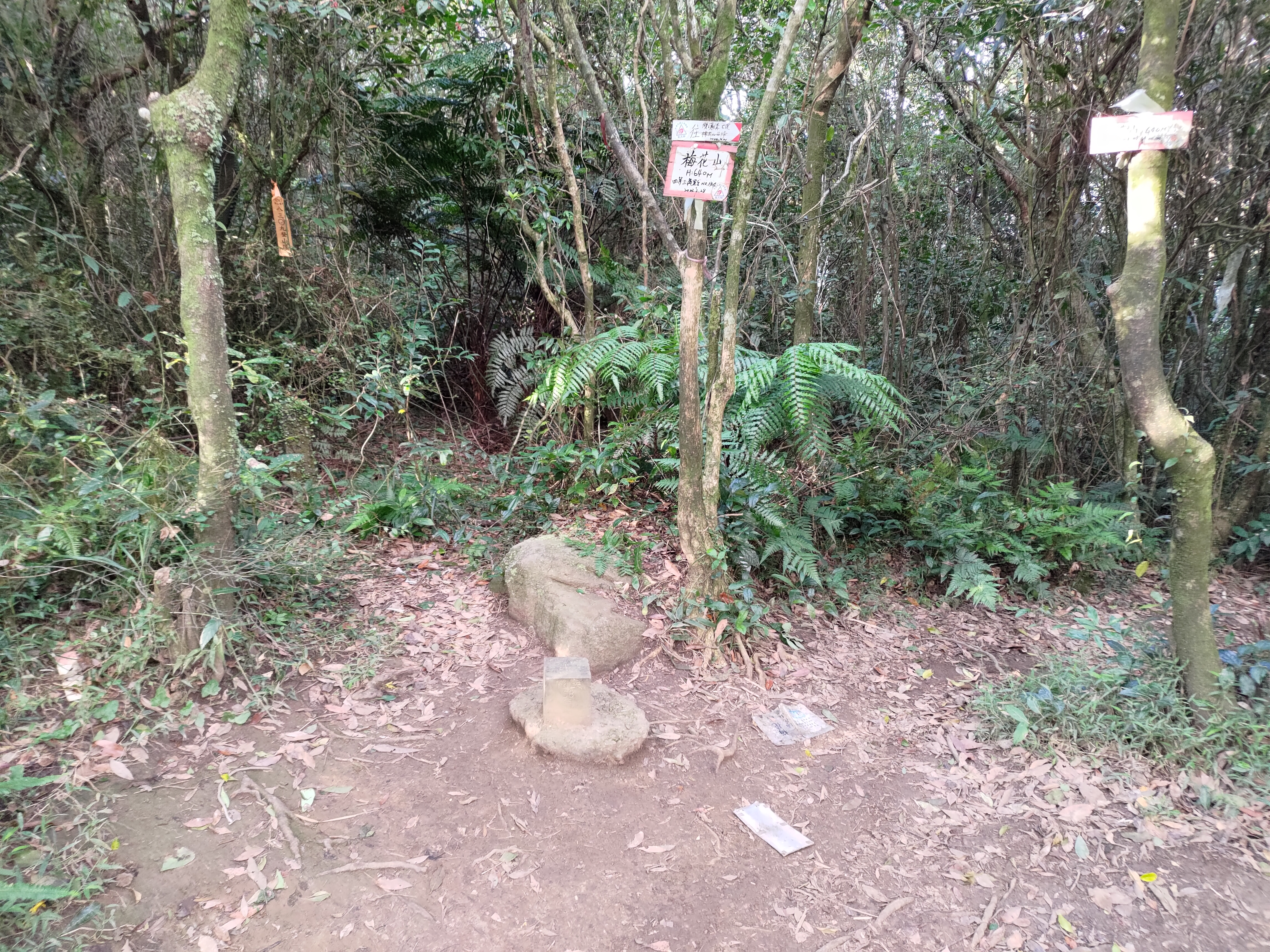
梅花山三角點
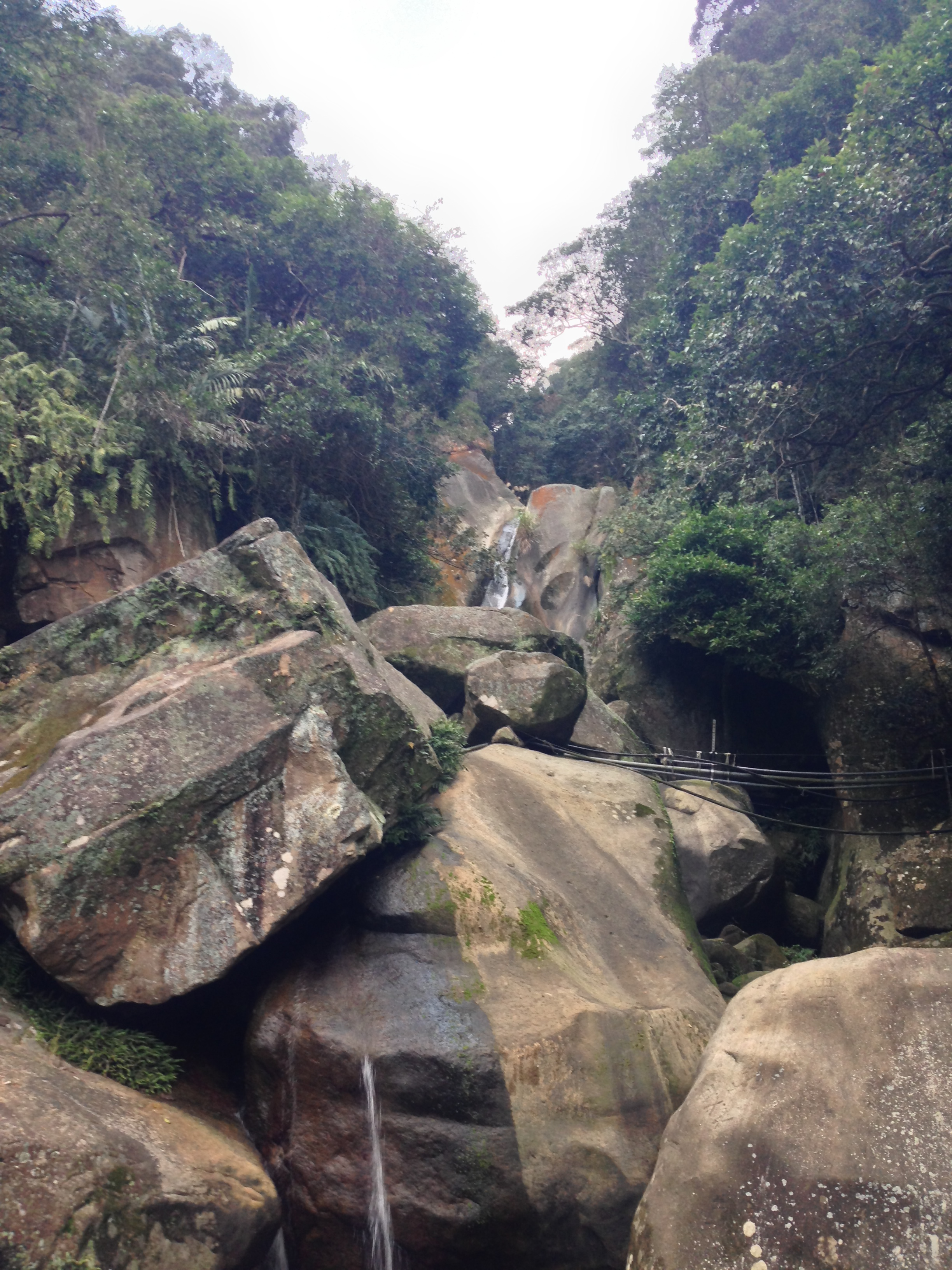
圓覺瀑布

第五段（捷運劍潭站—碧山巖）

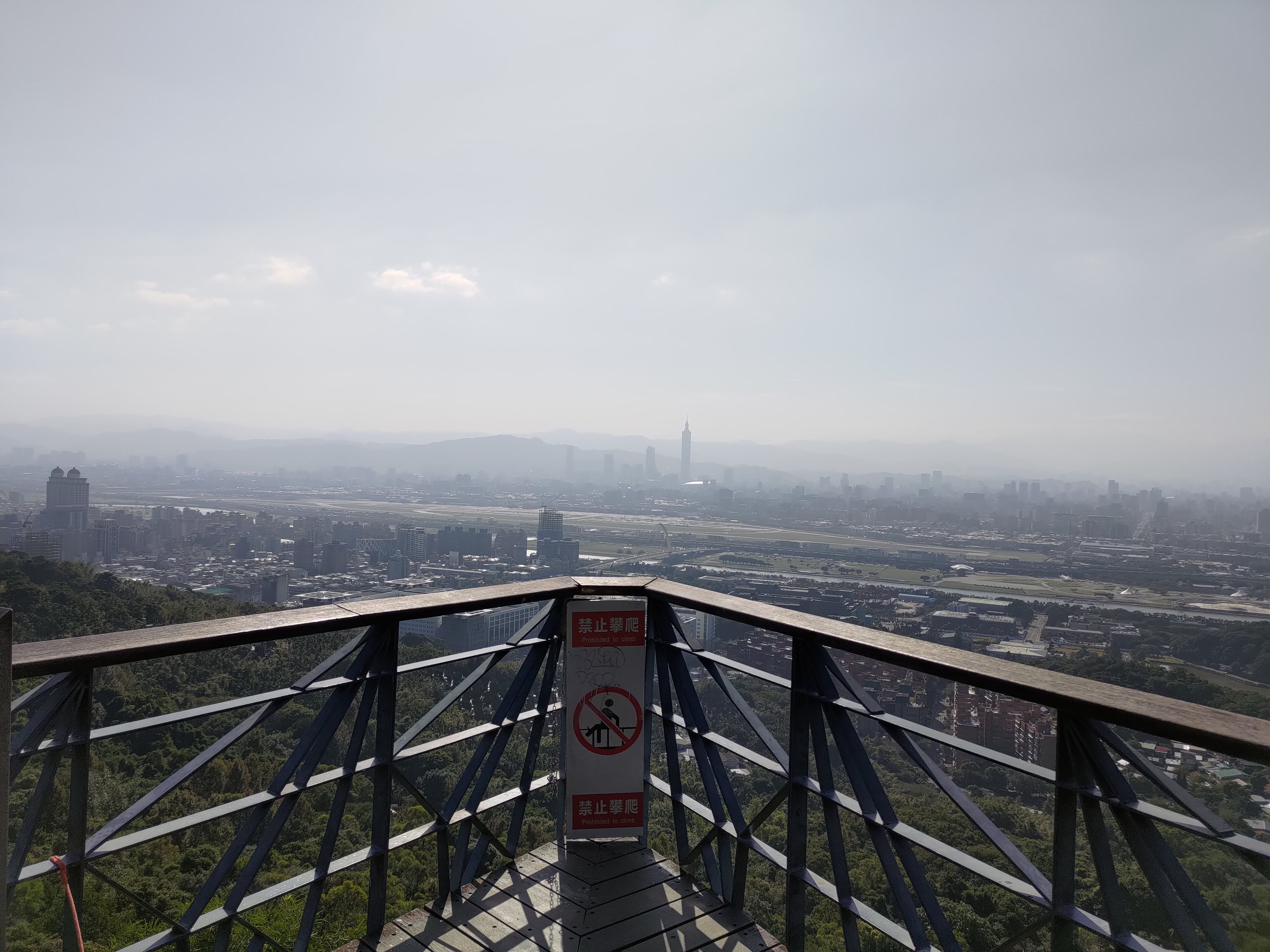
老地方觀機平台遠望松山機場及台北101
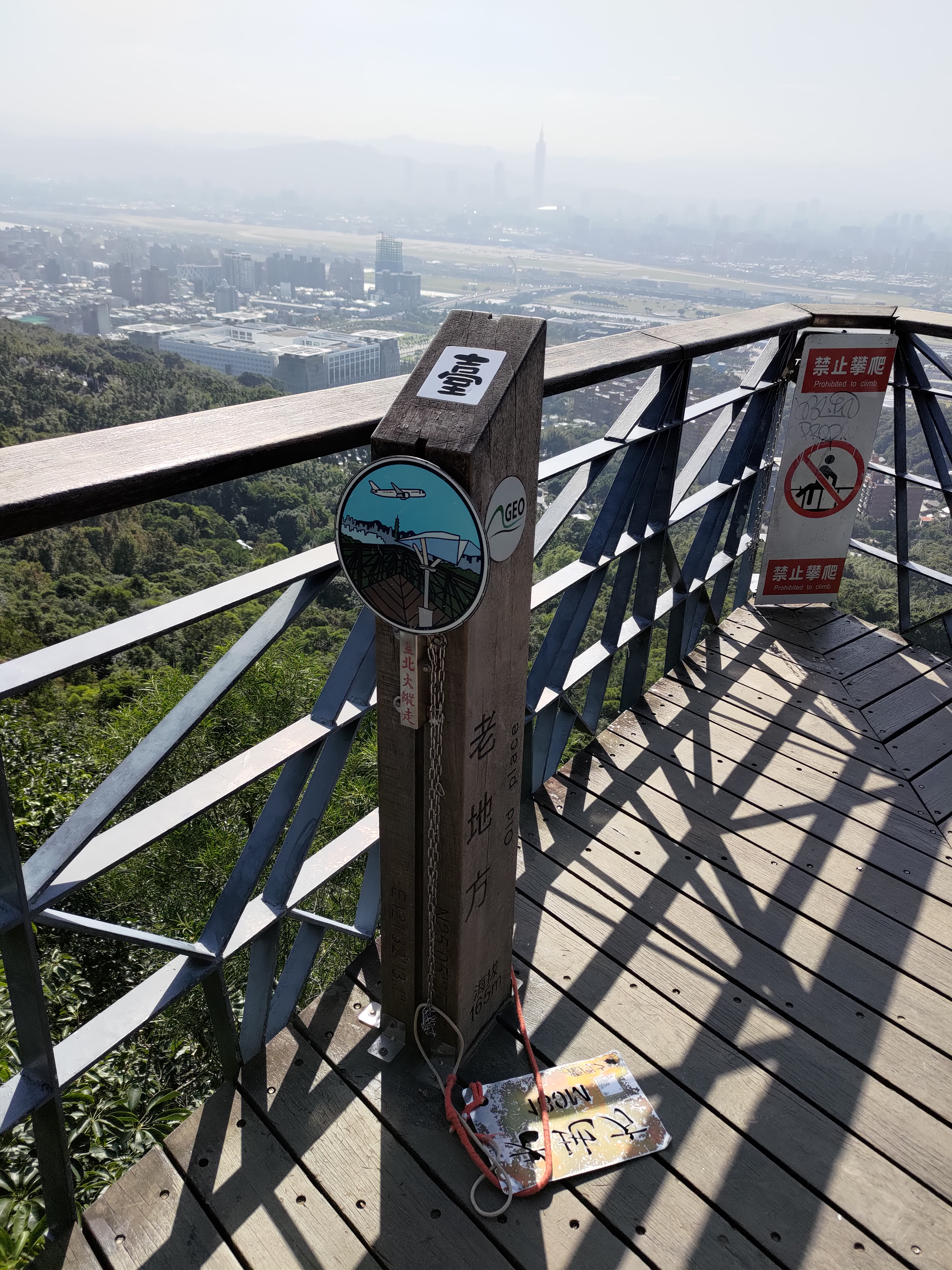
老地方「臺」字活動柱與寶石手拿牌
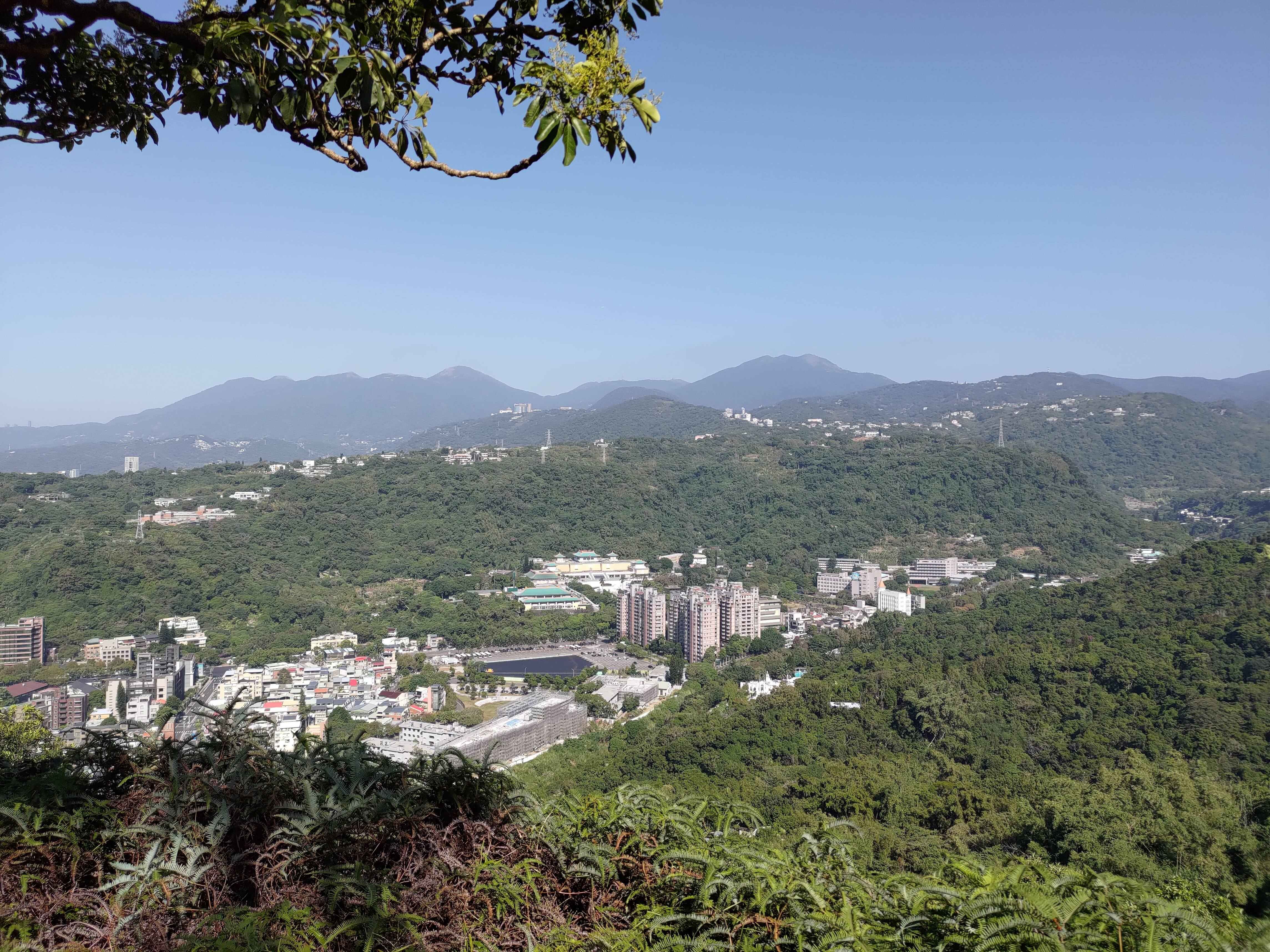
文間山步道觀景點遠望國立故宮博物院

第六段（中華科大—捷運麟光站）

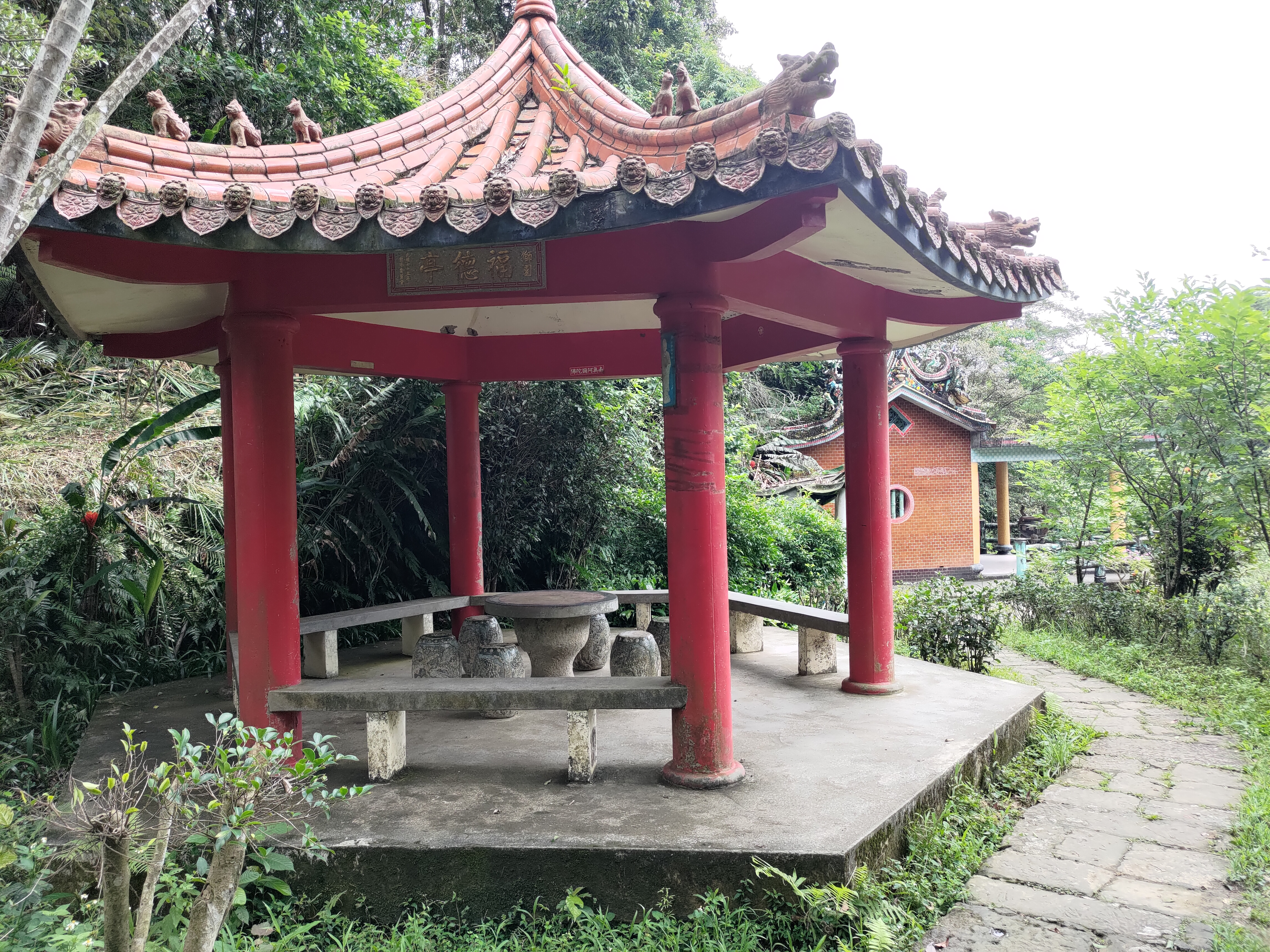
中華科技大學步道旁的獅園福德亭
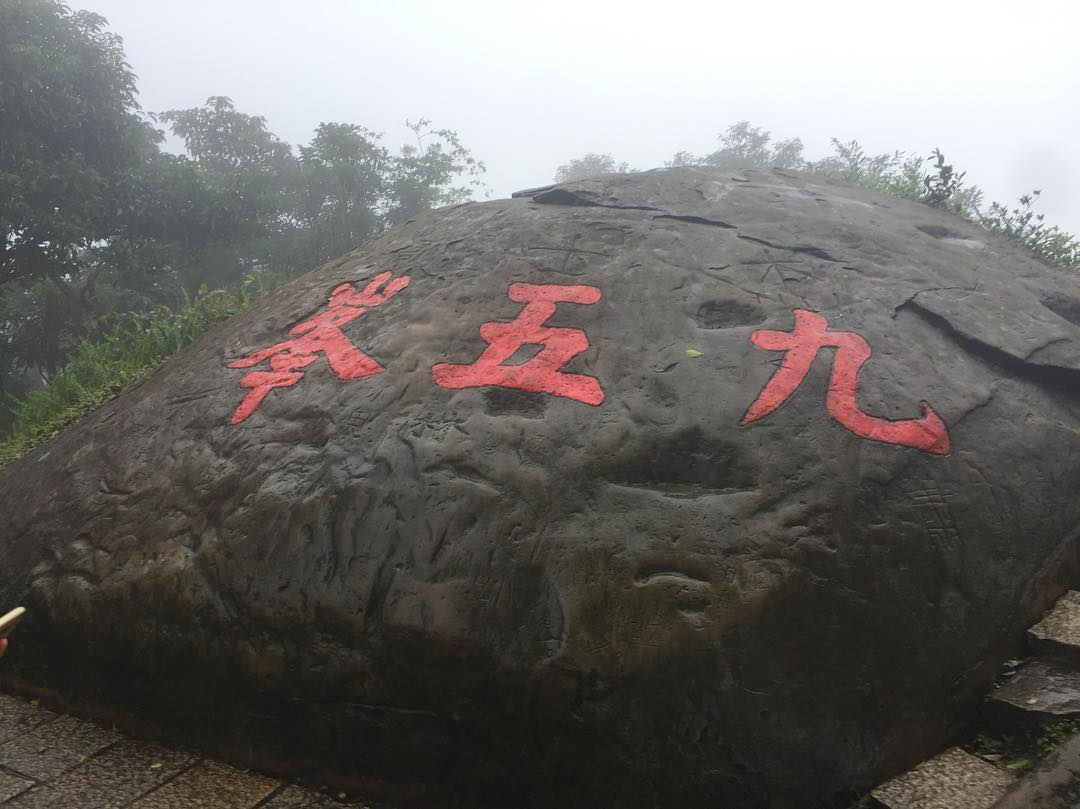
九五峰巨石
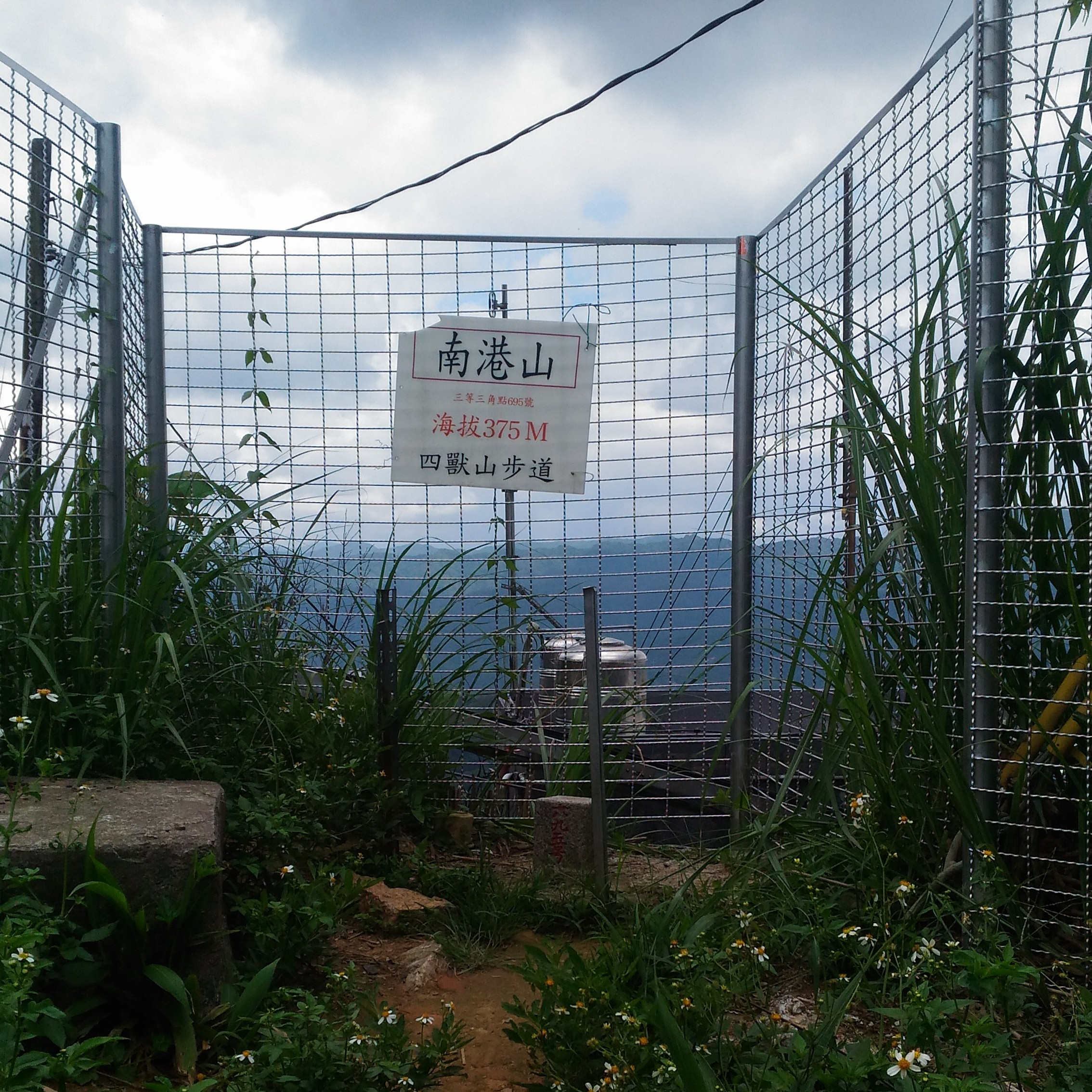
南港山三等三角點

第七段（世界山莊/公車政大站—飛龍步道政大後山）
- 指南宮竹柏參道
- 指南宮純陽寶殿前弧形階梯
- 指南宮凌霄寶殿
- 貓空纜車指南宮站旁的綠光平臺
- 貓空纜車貓空站
- 樟樹步道彩雲亭
- 飛龍步道政大後山登山口

第八段（捷運動物園站—捷運關渡站）

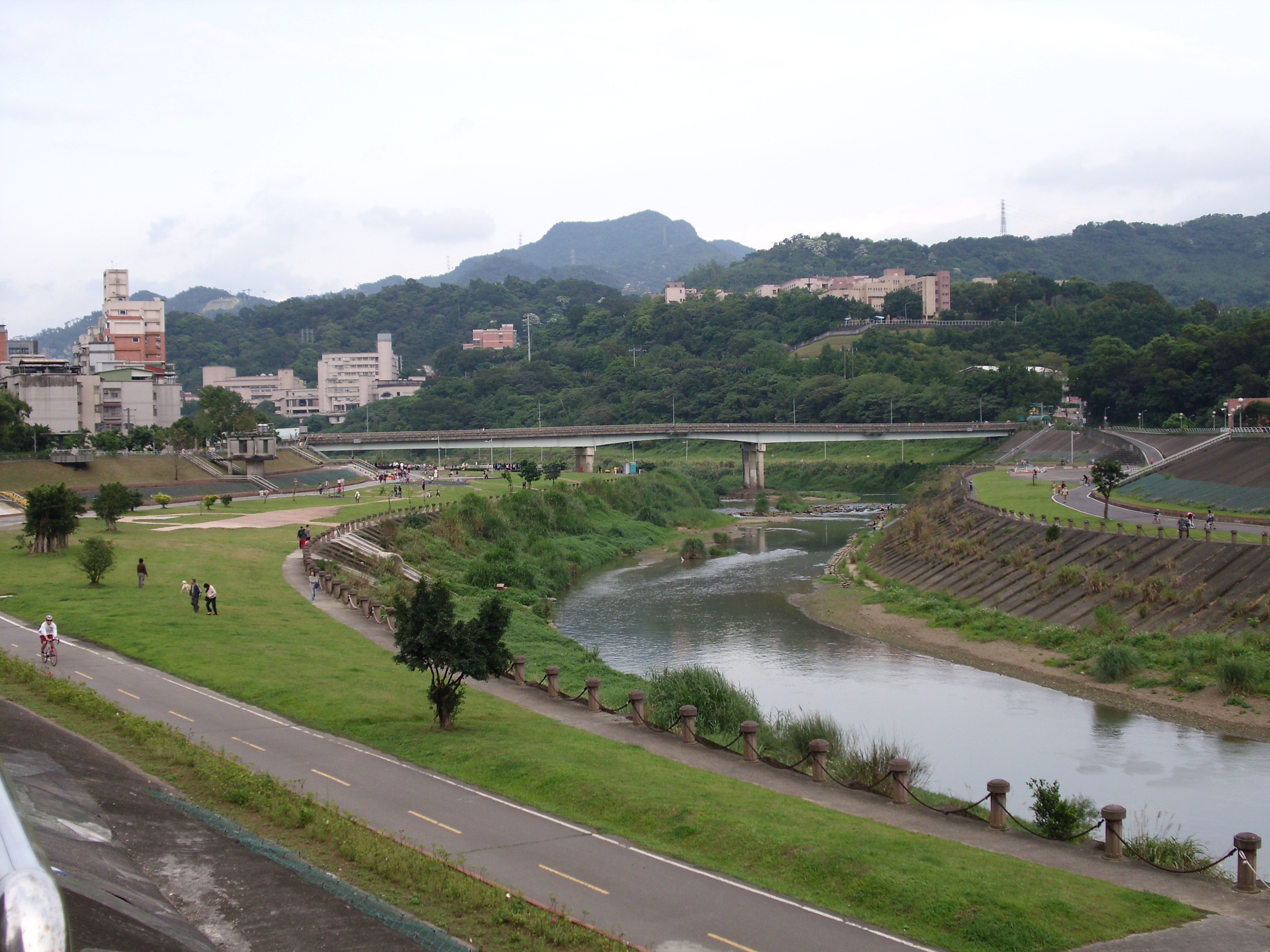
道南河濱公園
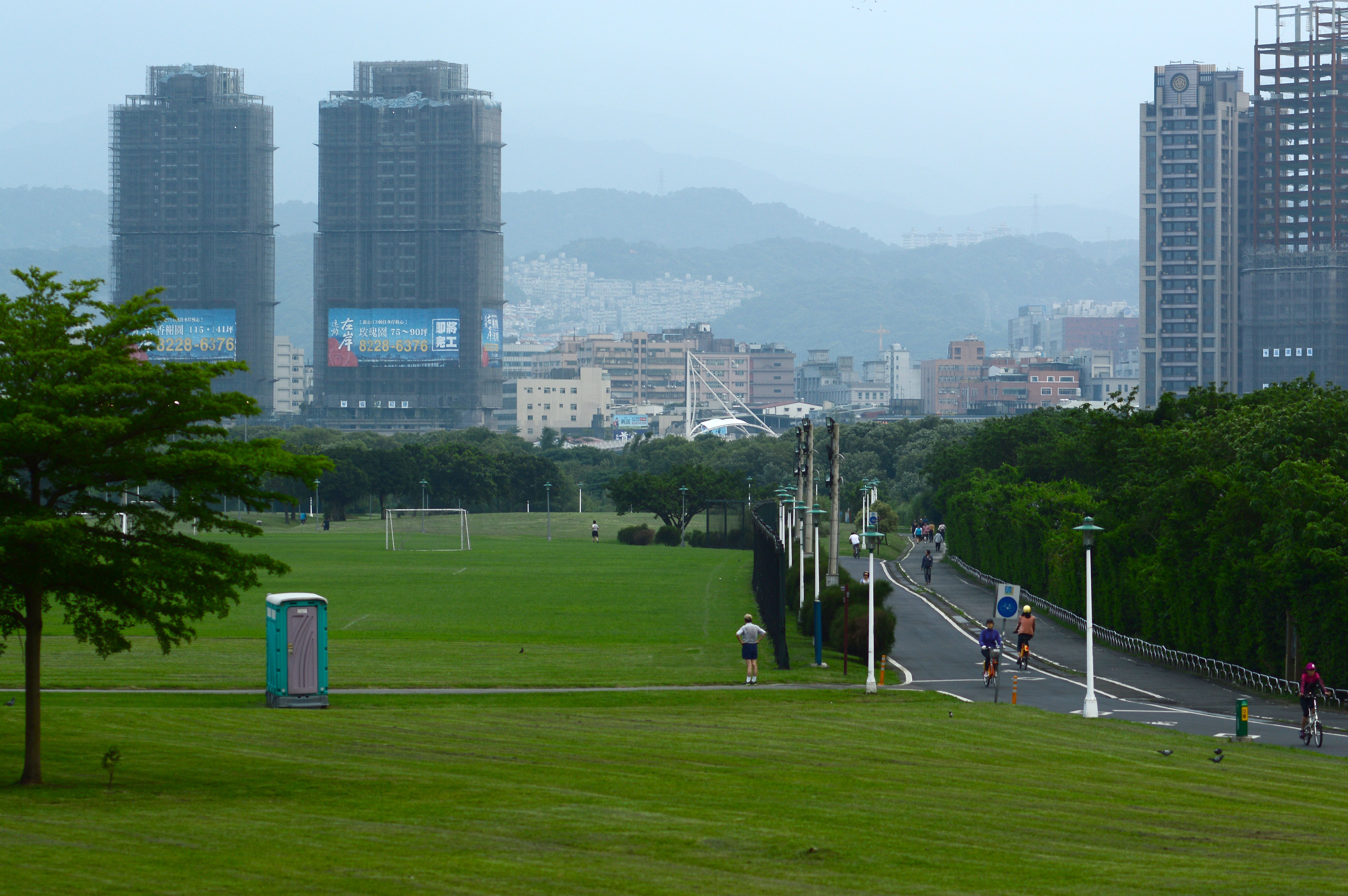
古亭河濱公園
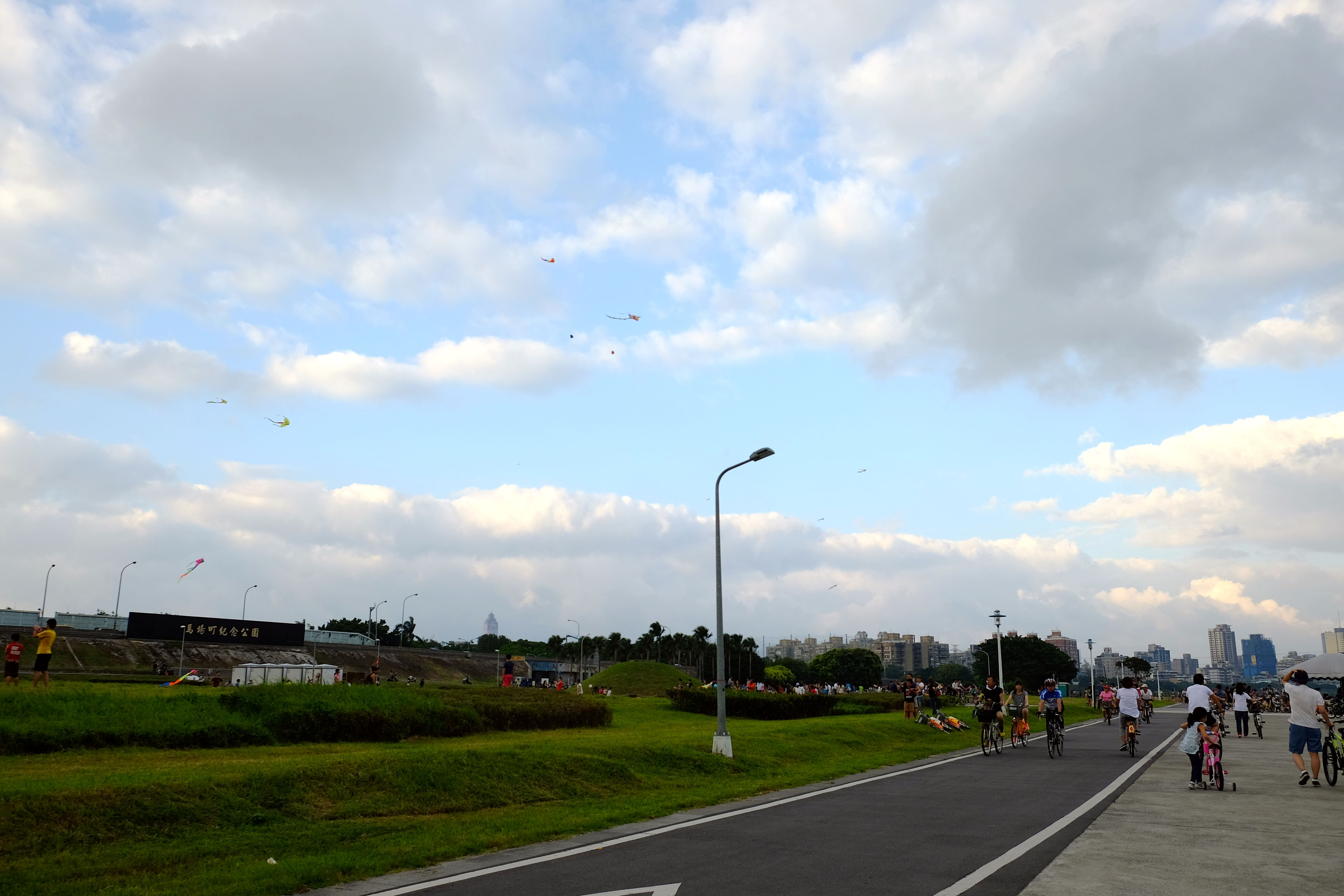
馬場町紀念公園
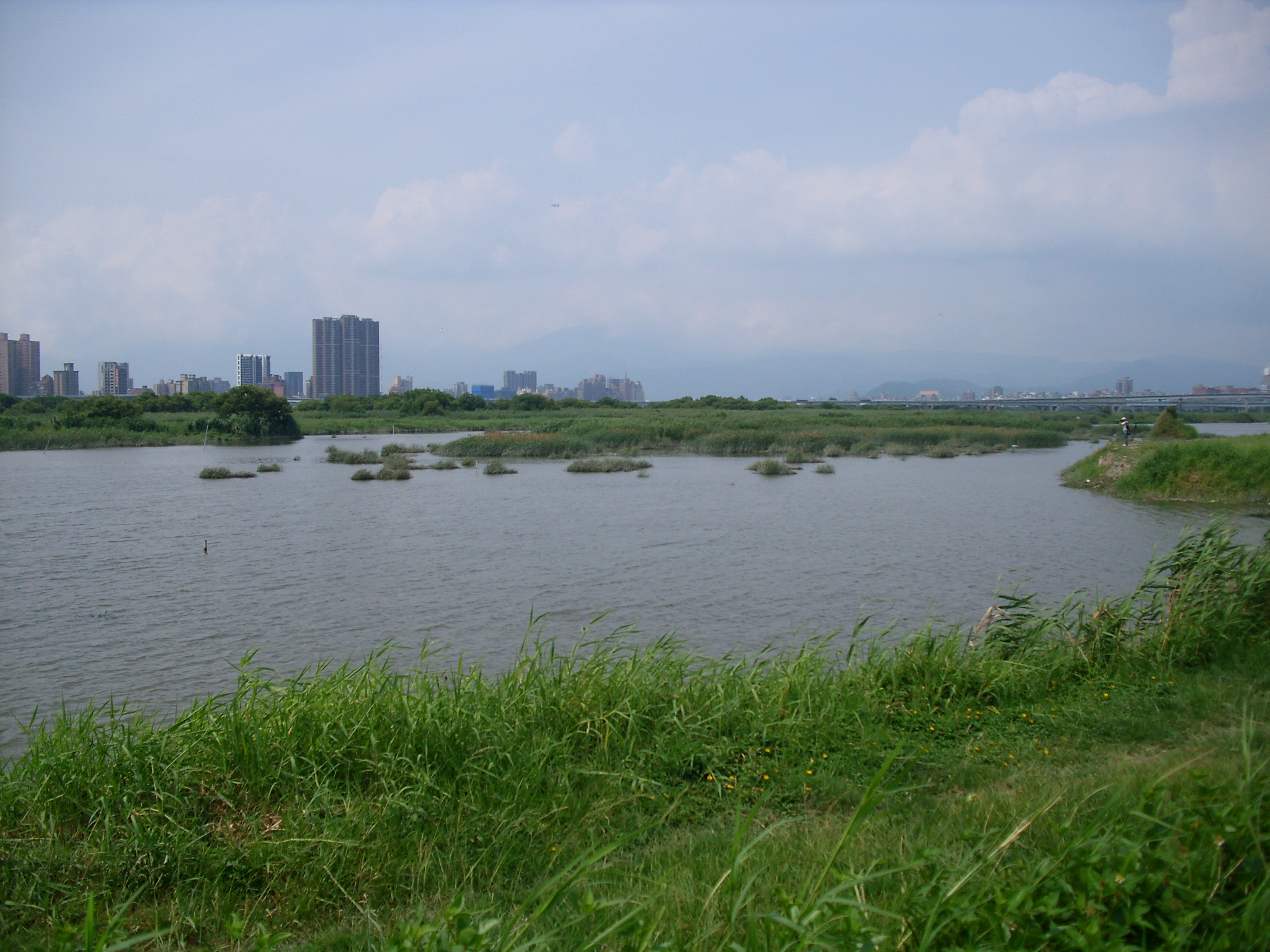
臺北市野雁保護區/華江雁鴨自然公園
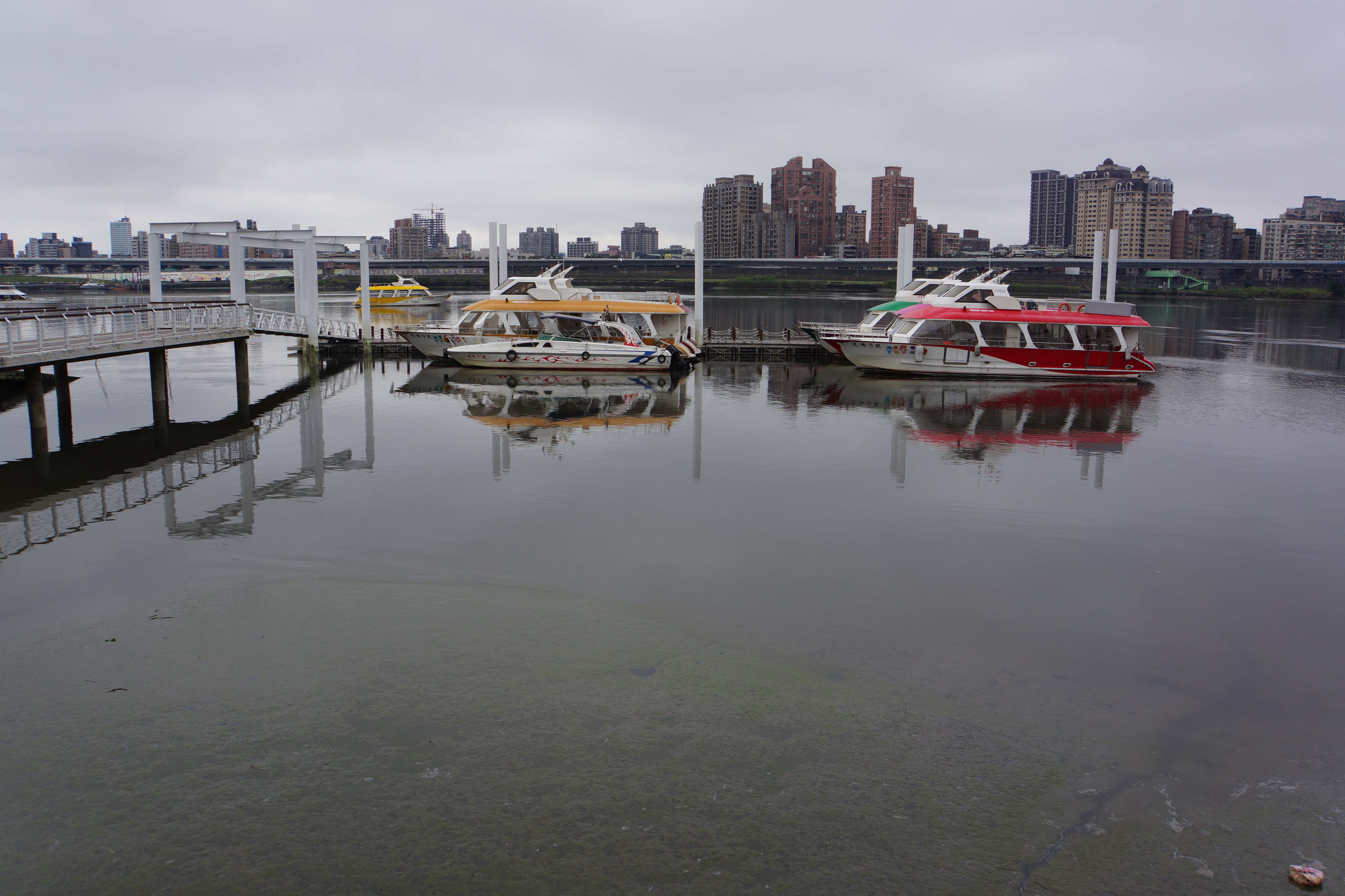
大稻埕碼頭
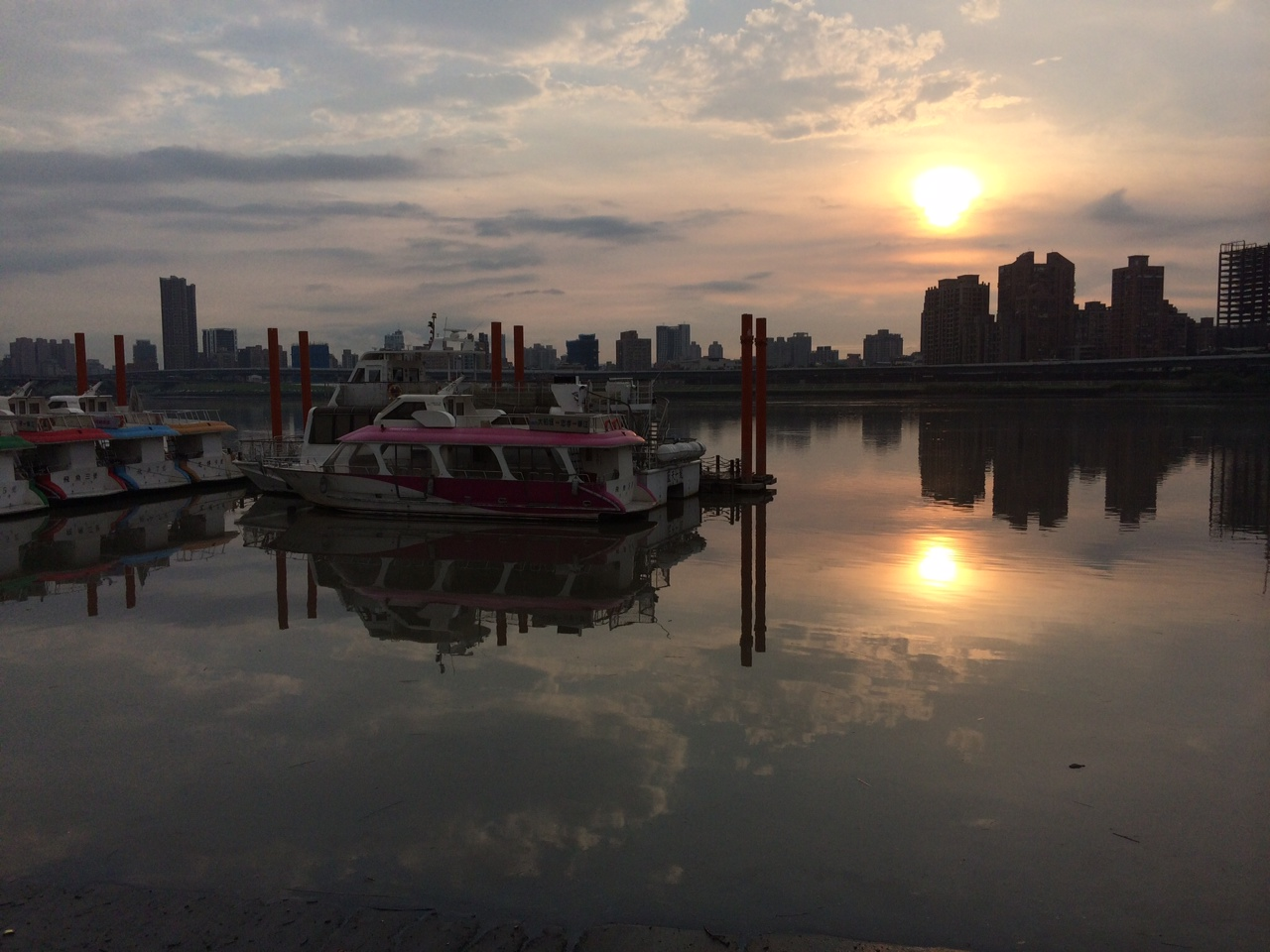
大稻埕碼頭日落
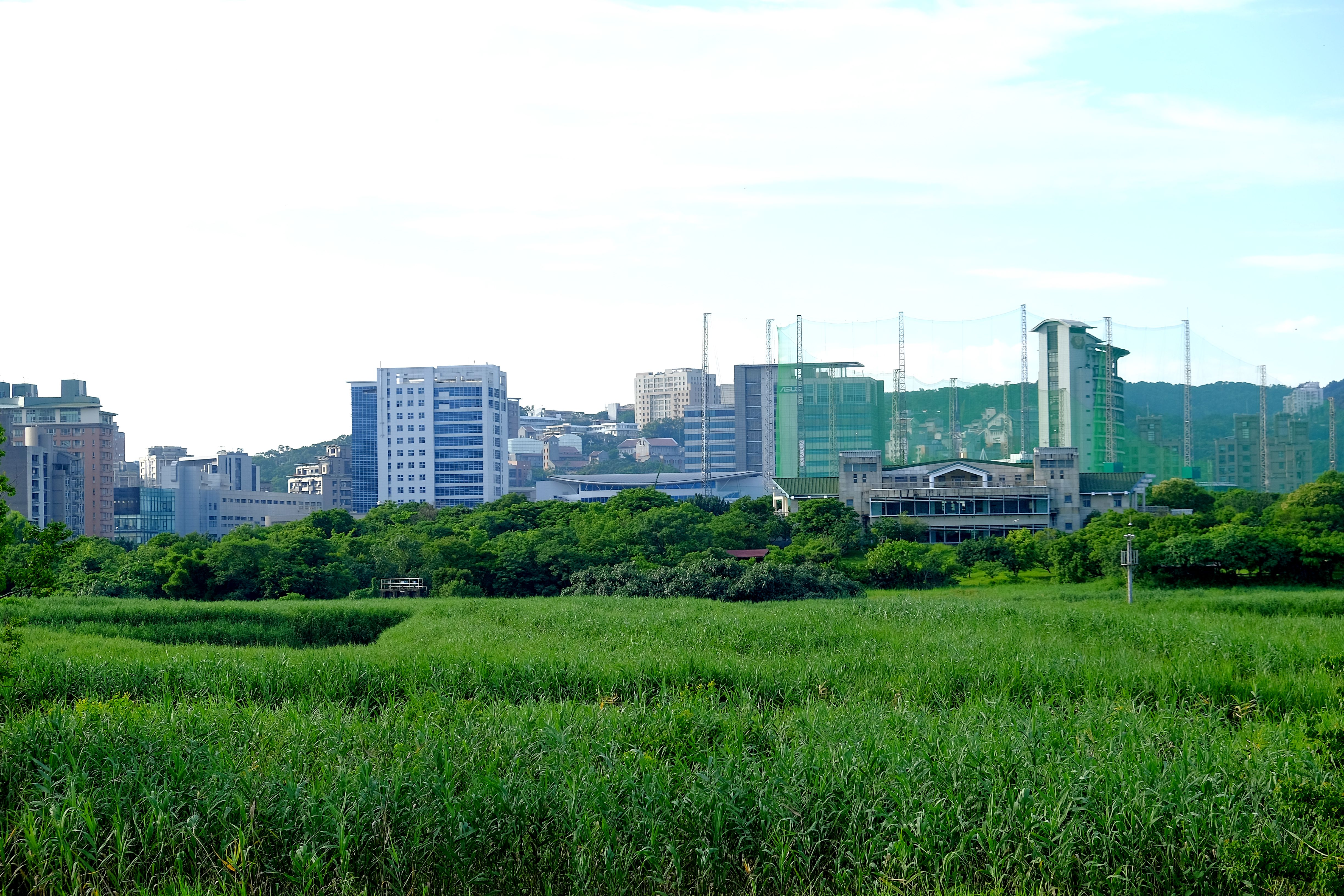
關渡自然公園
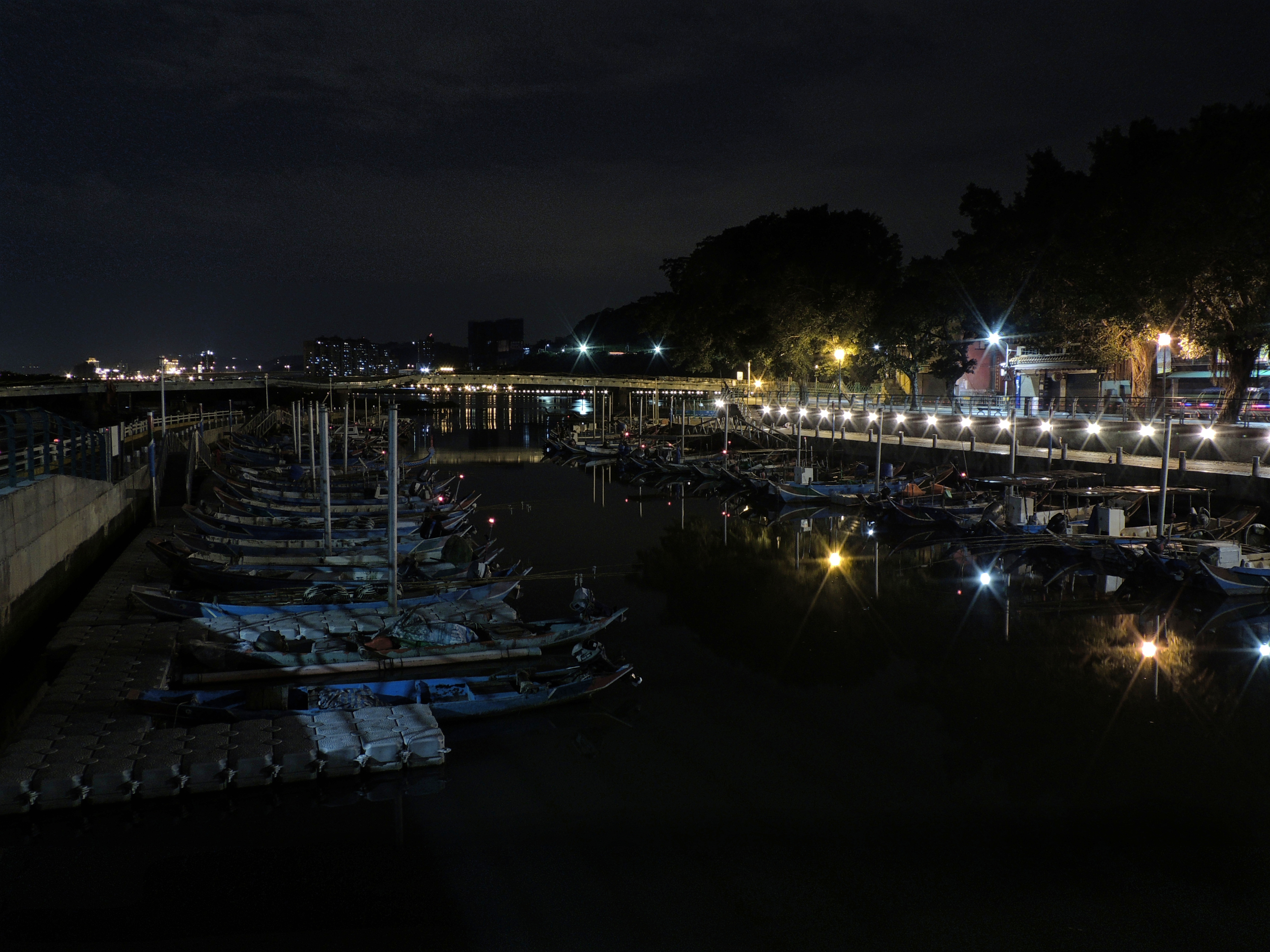
中港河碼頭夜景

## 外部連結
- 官方网站
- 臺北大縱走的Facebook專頁
- 臺北市政府工務局大地工程處-休閒遊憩主題網 （页面存档备份，存于）
- 臺北大縱走路線圖（页面存档备份，存于）
- 臺北步道全攻略導遊書(電子書) （页面存档备份，存于）